# Arquitectura de Inglaterra

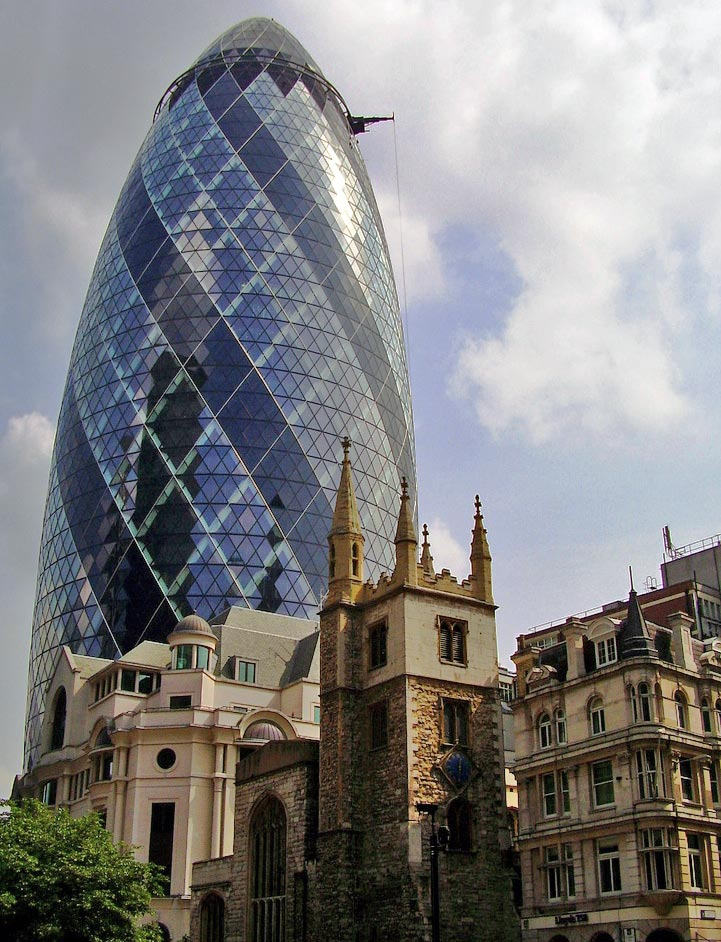
En Londres, el 'Gherkin' (pepino) de Norman Foster (2004) se eleva por encima de la iglesia del de St Helen's Bishopsgate

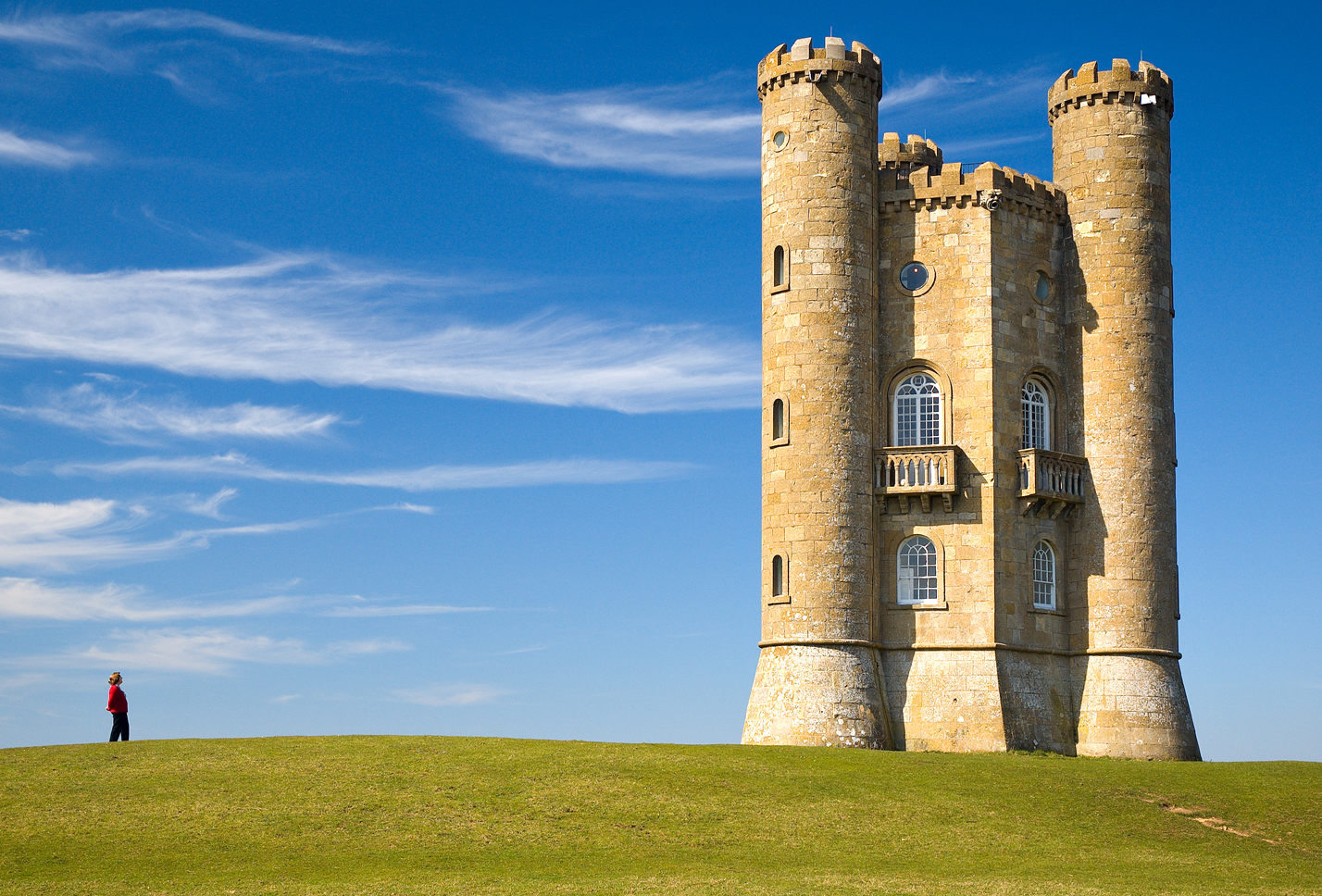
La torre de Broadway es un capricho arquitectónico localizado en el condado de Worcestershire.

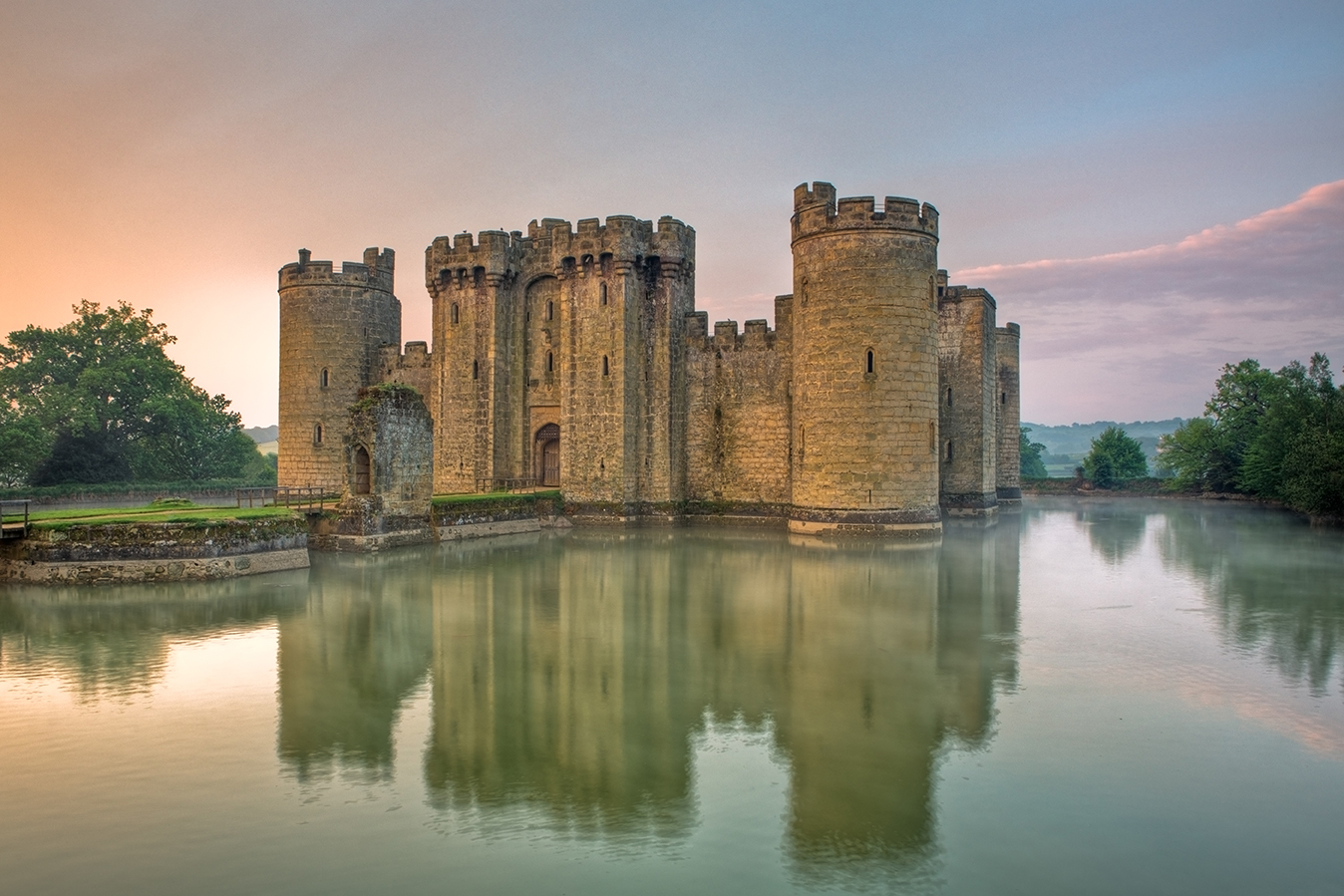
Castillo de Bodiam es un castillo amurallado y con foso del cerca de Robertsbridge, en East Sussex

La arquitectura de Inglaterra se refiere a la arquitectura practicada en el territorio actual de Inglaterra y en el del histórico reino de Inglaterra. El término también se usa para referirse a los edificios creados bajo la influencia inglesa o por los arquitectos ingleses en otras partes del mundo, particularmente en las colonias inglesas y, posteriormente británicas, y en el Imperio británico que evolucionó hacia la Mancomunidad Británica de Naciones.
Las principales formas de arquitectura no vernácula empleadas en Inglaterra antes de 1900 se originaron en otras partes de Europa occidental, principalmente en Francia e Italia, y también en el siglo XX la arquitectura moderna deriva tanto de influencias europeas como estadounidenses. Cada uno de esos modos extranjeros se asimiló en la cultura arquitectónica inglesa y dio lugar a variaciones e innovaciones locales, produciendo algunas formas y tipos nacionales diferenciados. Entre los estilos más característicos originarios de Inglaterra destacan el gótico perpendicular de finales de la Edad Media, el gótico victoriano alto y el estilo reina Ana.
Muchos antiguos monumentos de piedra todavía en pie fueron erigidos en el periodo prehistórico; entre los más conocidos figuran Stonehenge, los menhires conocidos como las Flechas del Diablo, el monolito de Rudston y el círculo de piedras de Castlerigg. Con la invasión romana se introdujeron nuevos tipos edificatorios, basílicas, baños, anfiteatros, arcos de triunfo, villas, templos, calzadas, fortalezas, empalizadas y acueductos. Fueron los romanos quienes fundaron varias ciudades y pueblos tales como Londinium (Londres), Aquae Sulis (Bath), Eburacum (York), Deva (Chester) o Verulamium (St Albans). Una de las obras romanas más conocidas es el muro de Adriano, que atraviesa todo el norte de Inglaterra. Otro ejemplo bien conservado son los baños romanos en Bath.
Los primeros edificios civiles de la arquitectura medieval fueron construcciones sencillas, realizadas principalmente con madera y tejados de paja. La arquitectura eclesiástica abarcó desde una síntesis del monasticismo hiberno-sajón hasta la basílica paleocristiana, caracterizada por las hileras de pilastras, las arcadas ciegas, ejes de balaustres y aberturas de cabeza triangular.
Después de la conquista normanda en 1066 los señores feudales construyeron numerosos castillos desde los que poder detentar el poder, y protegerse de invasiones en el norte. Algunos de los mejores castillos medievales conocidos son la torre de Londres, el castillo de Warwick, el castillo de Durham y el castillo de Windsor, entre otros.
A lo largo de la era de Plantagenet, floreció una arquitectura gótica inglesa, con ejemplos sobresalientes como las catedrales medievales de Canterbury y York o la abadía de Westminster.  Con la expansión de la arquitectura normanda además de castillos, surgieron palacios, grandes casas, universidades e iglesias parroquiales. La arquitectura medieval se completó en el siglo XVI con el estilo Tudor cuyo elemento más característico es el arco de cuatro centros —el llamado arco Tudor— al igual que el wattle and daub (bahareque) de las casas domésticas. A raíz del Renacimiento, apareció una forma de arquitectura que se hacía eco de la antigüedad clásica sintetizada con el cristianismo, es el estilo barroco inglés, particularmente defendido por el arquitecto Christopher Wren.
En Inglaterra la arquitectura medieval ofrece tal vez una evolución más completa que en los demás países: se clasifica en períodos que coinciden aproximadamente con los siglos y se definen por sus caracteres especiales: anglo-sajón, normando, inglés primitivo, decorado, perpendicular y Tudor. Esta clasificación se basa en las etapas históricas y parte en el carácter de la arquitectura inglesa. El tránsito de una a otra fue lento y gradual, casi imperceptible. El carácter de cada estilo y su análisis advierten bien de la evolución de plantas, aberturas, techadumbres, columnas y ornamentos.
Le siguió la arquitectura georgiana, con un estilo más refinado, evocando de forma sencilla la arquitectura de Palladio, siendo el Royal Crescent en Bath uno de los mejores ejemplos de este estilo. La aparición del romanticismo durante la época victoriana dio paso al Neogótico, al mismo tiempo que la Revolución Industrial allanó el camino para edificios como el Palacio de Cristal. Desde la década de 1930 han surgido diversas corrientes modernas cuya recepción es a menudo controvertida, pues existen todavía feudos de resistencia tradicionalista.

## Arquitectura prehistórica

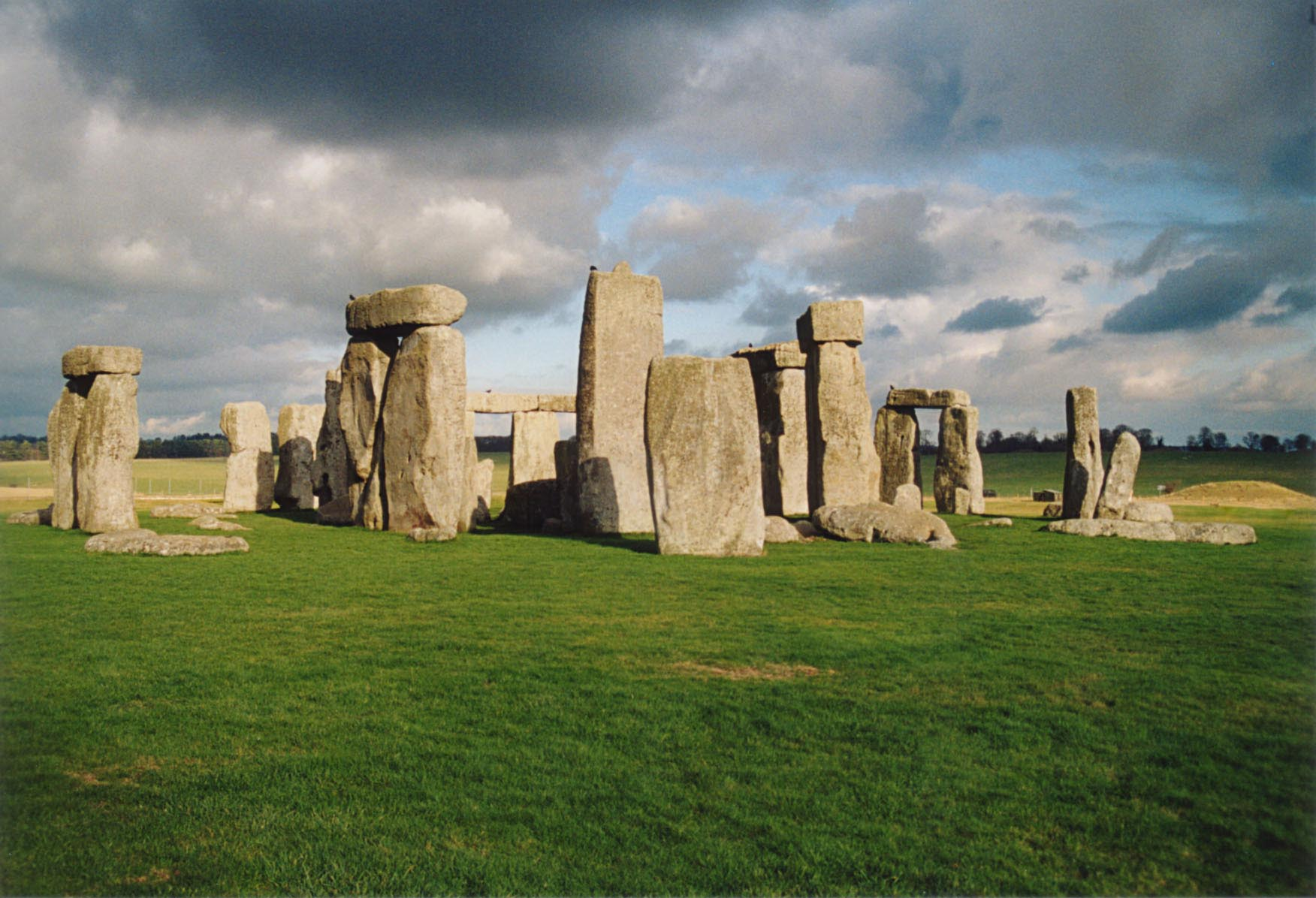
Vista de Stonehenge

Los ejemplos conocidos más antiguos de arquitectura en Inglaterra son las tumbas megalíticas del Neolítico, como las de Wayland's Smithy y West Kennet Long Barrow. Estos cromlech son comunes en gran parte de la Europa atlántica, con ejemplos en España, Bretaña e Irlanda. La datación por radiocarbono ha demostrado que, como el historiador John Davies dice, son «las primeras construcciones sustanciales, permanentes, del hombre y las primeras tienen casi 1500 años más que la primera de las pirámides de Egipto». Los henges neolíticos de Avebury y de Stonehenge son dos de los monumentos megalíticos más grandes y más famosos del mundo. La estructura es un calendario anual, pero la razón de su enorme tamaño se desconoce con certeza, aunque se han sugerido interpretaciones ligadas a la agricultura, el uso ceremonial o la interpretación del cosmos. Con otros sitios cercanos, como Silbury Hill, Beckhampton Avenue y West Kennet Avenue, han sido declarados por la UNESCO Patrimonio de la Humanidad, con el nombre de Stonehenge, Avebury y sitios relacionados.
En Inglaterra pueden verse numerosos ejemplos de arquitectura de la Edad del Bronce y de la Edad del Hierro. Una de las formas son los monumentos funerarios megalíticos, ya sean barrows individuales (también conocidos, y marcados en los modernos mapas británicos de la Ordnance Survey, como túmulos) u ocasionalmente cistas cubiertas por cairns. Otra son los movimiento de tierras defensivos conocidos como hill fort (castros), como el del castillo Maiden o el del castillo de Cadbury. La evidencia arqueológica sugiere que la arquitectura doméstica británica de la Edad del Hierro tenía tendencia a edificar viviendas circulares, conocidas como roundhouses. Sus estructuras de madera por encima del suelo no han sobrevivido.

## Arquitectura romana
El periodo romano vio la construcción de los primeros edificios de gran escala en Gran Bretaña, pero muy pocos sobreviven salvo algunas fortificaciones. Se conservan algunas secciones de la muralla de Adriano y de fuertes costeros como los de Portchester, Pevensey y el castillo de Burgh, que han sobrevivido gracias a que se han incorporado en posteriores castillos. Otra edificación aún en pie es un faro en el castillo de Dover, que ahora forma parte de una iglesia. En la mayoría de los casos, sólo los cimientos, pisos y las bases de los muros dan fe de la estructura de los antiguos edificios. Algunos de estos fueron de gran escala, como el palacio de Fishbourne y los baños de Bath. Los edificios más importantes de la época romana se ciñen estrechamente al estilo de las estructuras romanas de otros lugares, aunque los métodos de construcción tradicionales de la Edad del Hierro siguieron siendo de uso general en las viviendas más humildes, especialmente en las zonas rurales.

## Arquitectura medieval

### Arquitectura anglosajona

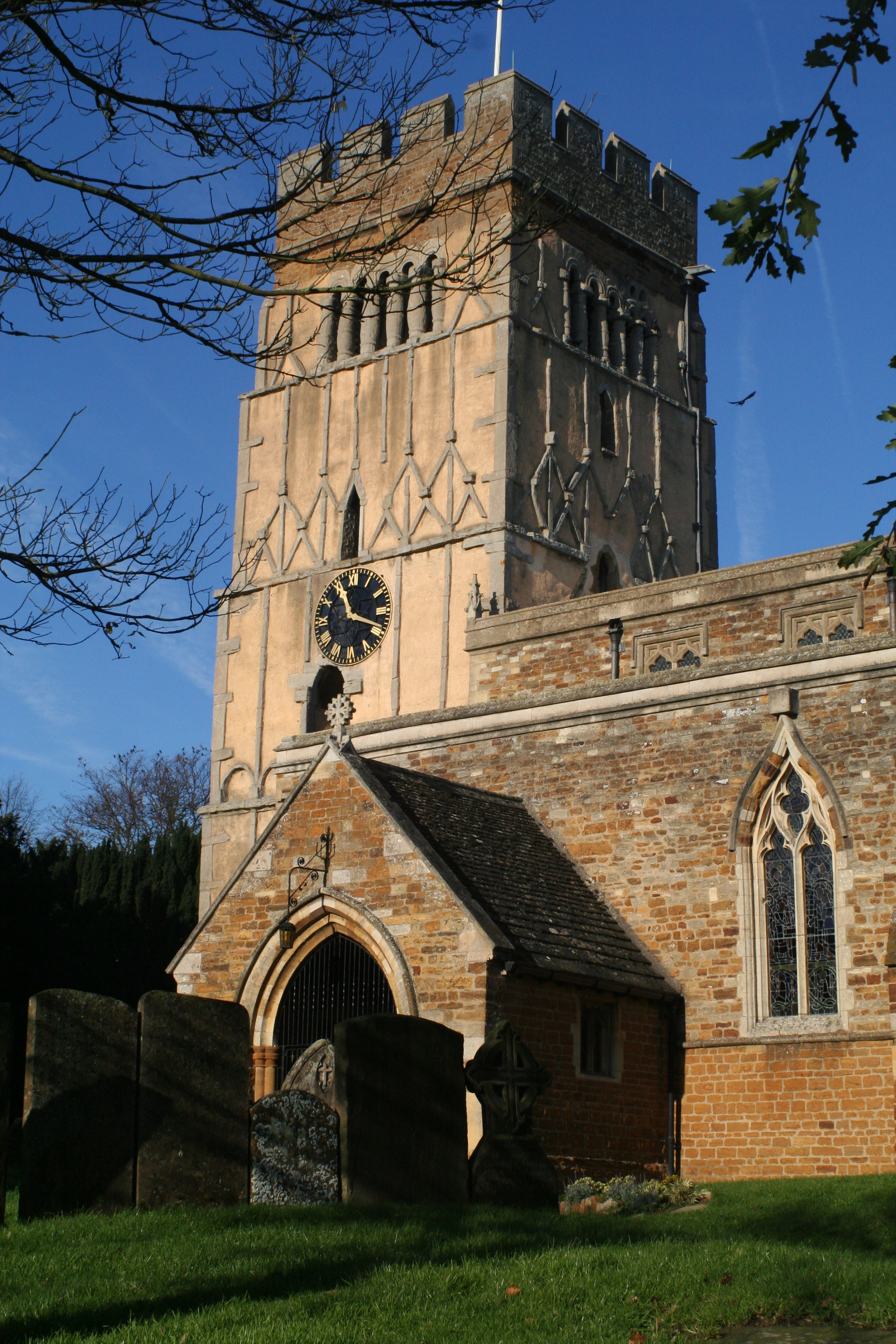
Iglesia de Todos los Santos, Earls Barton

De la arquitectura del periodo anglosajón (mediados del siglo V-invasión normanda, 1066) sólo sobreviven una cincuentena de pequeñas iglesias, las únicas edificaciones generalmente construidas en piedra aparte de las fortificaciones. Los ejemplos más antiguos datan del siglo VII, especialmente en Bradwell-on-Sea y Escomb, pero la mayoría son de los siglos X y XI. Debido a la sistemática destrucción y sustitución de las catedrales y monasterios ingleses por los normandos, no sobreviven grandes iglesias anglosajonas; el mejor ejemplo existente está en Brixworth.
El principal material usada fue la mampostería de piedra, a veces sillería, que se podía acompañar de detalles en ladrillos romanos reutilizados. Las iglesias anglosajonas son generalmente altas y estrechas y consisten en una nave y un estrecho presbiterio; suelen tener una torre occidental. Algunos característicos porticus (dependencias salientes) al oeste o al norte y al sur, crean una planta cruciforme. Rasgos característicos son las piedras angulares dispuestas al modo «long-and-short work» (alternando bloques verticales y horizontales) y pequeñas ventanas con dinteles redondeados o triangulares, profundamente extendidas o en grupos de dos o tres separados por columnas achaparradas. La forma más común de decoración externa son las tiras delgadas de piedra que sobresalen verticalmente —lesenas—u horizontalmente, combinadas en general con arcadas ciegas. Hay ejemplos notables de esto en Earls Barton, Bradford-on-Avon y Barton-upon-Humber.

### Arquitectura normanda
El arte anglonormando, a veces conocido como arte románico en Inglaterra, es la denominación historiográfica con la que se designa la producción artística —fundamentalmente arquitectónica y que se corresponde con el  arte románico en el resto del continente—  que se dio en la Inglaterra medieval, desde la década de los años 1040 —en especial tras la conquista normanda de 1066— y hasta el advenimiento de la arquitectura gótica, alrededor de 1180. Tras la destrucción en 1174 en un incendio de la catedral de Canterbury, los arquitectos normandos introdujeron la nueva arquitectura gótica. Hacia 1191, la catedral de Wells y la catedral de Lincoln impusieron el modelo gótico inglés, con lo que el estilo normando pasó a quedar cada vez más reservado a las construcciones provincianas de escasa envergadura.
El románico ya había llegado al país de la mano del rey Eduardo el Confesor, que había sido educado en Normandía, donde estuvo exiliado, y que hizo llegar maestros albañiles desde el continente en 1042 para trabajar en la abadía de Westminster, primer edificio de estilo románico en el país consagrado en 1065. En 1051, ya había hecho llegar también a caballeros normandos que habían levantado castillos en motas defensivas contra los galeses y nombrado a eclesiásticos normandos en influyentes puestos. Tras la invasión, Guillermo el Conquistador, que se convirtió en rey de Inglaterra, organizó el país y retiró de él grandes riquezas que financiaron muchos proyectos edificatorios, militares y religiosos, en Normandía y en la propia Inglaterra, cuando muchos religiosos normandos fueron colocados a la cabeza de las diócesis más importantes.
Los normandos, que habían destruido gran parte de las iglesias inglesas, se dedicaron luego a su reconstrucción, reemplazándolas por edificaciones románicas: se construyeron centenares de iglesias parroquiales y las grandes catedrales iniciaron sus obras a partir de 1083, en lo que representó el programa más importante de construcciones eclesiásticas en la Europa medieval: cuando se erigieron eran las edificaciones más grandes en la Europa cristiana desde el final del  Imperio romano. Todas las catedrales medievales inglesas —excepto las de Salisbury, Lichfied y Wells— tienen vestigios de arquitectura normanda (aunque la mayoría fueron más tarde parcial o totalmente reconstruidas en estilo gótico): son casi completamente normandas las de Durham (1093-1104),Incluso Durham muestra características de transición importantes que conducirán a la aparición del gótico. Service, Alastair (1982). «6». Anglo-Saxon and Norman : A guide and Gazetteer. The Buildings of Britain. ISBN 0-09-150130-X.</ref> Norwich (1094-1145) y Peterborough (a partir de 1118); otras, mantienen partes importantes, como las naves —Ely (1083-1109), Gloucester (1089-1499), St Alban y Southwell Minster (1108-1158) (las dos últimas iglesias abaciales en la época medieval)— o el transepto —Winchester (iniciada en 1079 y consagrada en 1093)—. Destacan también otros edificios religiosos, como la capilla de la torre de Londres (~ 1087) o la iglesia de Kilpeck (en Herefordshire).
Las nuevas iglesias románicas, que alcanzaron una mayor altitud y longitud que las precedentes, se caracterizaron por el uso de arcos de medio punto; por disponer de naves laterales separadas de la central por hileras de pilares —a menudo alternando con gruesas columnas cilíndricas—, que soportan las arcadas; y por hacer uso de las bóvedas de arista. En los cruceros de las grandes iglesias se dispusieron torres-cimborrios (que hacían las veces de linterna) y las cabeceraa solían ser cuadradas o utilizar el arco ojival. Rasgos especialmente normandos son la decoración escultórica con bajos relieves, el uso de patrones decorativos a base de motivos de chevrón, forma de compás) y tener fustes con una decoración en zigzag.
- Nave de la catedral de Durham (1093-1104)
- Nave de la catedral de Peterborough (a partir de 1118), con uno de los tres techos de madera original que se conservan en Europa.
- Nave de la catedral de Ely (1083-1109),
- Nave de la catedral de Gloucester (1089-1499)
- Nave de la Southwell Minster (1108-1158);
- Transepto de la Winchester (iniciada en 1079 y consagrada en 1093).

También a causa de la invasión Guillermo I y sus nobles construyeron en el país numerosos castillos de madera del tipo de mota castral para imponer el control sobre la población nativa. Muchos fueron reconstruidos posteriormente en piedra, comenzando con la misma Torre de Londres o el castillo de Oxford (1074), con la doble torre de la iglesia como lugar de refugio. También hay un pequeño número de edificios normandos domésticos aún en pie, por ejemplo la Jew's House (Lincoln), casas señoriales en Saltford y Boothby Pagnall (en Lincolnshire); y mansiones fortificadas como el castillo de Oakham.
Los edificios anglonormandos presentan formas geométricas simples de proporciones masivas, su sillería incluye pequeñas franjas de escultura, a veces arcadas ciegas y espacios en los que se concentran capiteles y puertas de medio punto con tímpanos bajo una bóvedas de arista. La «bóveda normanda» es una bóveda con cúpula. Las molduras normandas son esculpidas o incisas, teniendo ornamentos geométricos, como bóvedas con arco apuntado.  Un rasgo especialmente normando es el uso de patrones decorativos a base de motivos de chevrón (forma de compás). Las iglesias con planta cruciforme tenían frecuentemente un coro profundo y un crucero cuadrado que devino característico de la arquitectura eclesiástica inglesa. La fuerte influencia normanda después de la invasión fue integrando progresivamente a la anterior cultura anglosajona.
Este artículo trata sobre la etapa normanda y se complementa con otro, arquitectura de las catedrales medievales de Inglaterra, en que se recoge todo lo relacionado con las catedrales, desde su origen y construcción normanda, hasta las etapas góticas y posteriores. Asimismo, en cada uno de los artículos individuales de cada edificio importante, se trata más en detalle cada uno de ellos. También en castillos de Gran Bretaña e Irlanda se trata la construcción normanda de castillos tras la conquista.
- Arcos ojivales en las ruinas de la abadía de Bolton (siglo XII) en el condado de North Yorkshire
- Torre de Londres (1078): Guillermo el Conquistador construyó la Torre Blanca central como su fortaleza y residencia.
- El castillo de Norwich: los arcos son característicos del estilo románico
- Castillo de Oakham, una mansiones fortificada
- Jew's House (Lincoln

### Arquitectura gótica
La arquitectura gótica inglesa o gótico inglés (English Gothic) es el estilo arquitectónico que floreció en Inglaterra desde alrededor de 1180 y que dominó más de tres siglos, hasta alrededor de 1520, más de un siglo después de que en Florencia se introdujera el estilo renacentista a principios del siglo XV. Además de usarse en nuevas construcciones, muchos edificios anteriores fueron reconstruidos total o parcialmente de esta manera, de modo que la mayoría de los edificios medievales ingleses que se conservan son predominantemente góticos en la forma: lo son la mayoría de las catedrales medievales y grandes iglesias parroquiales —a menudo de fundación normanda, entre ellas algunas  de las obras más grandes y mejores de la arquitectura del país— y también gran cantidad de arquitectura civil (castillos, palacios, grandes casas, universidades y muchos edificios civiles más pequeños, sin pretensiones, como casas de caridad (almshouses) y trade halls (salas de comercio). La primera aplicación del gótica a gran escala en el país fue en el coro (1175-1184) de la catedral de Canterbury. 
El estilo gótico surgió en gran parte por la voluntad de iluminar las oscuras naves románicas y la introducción de grandes ventanales, a menudo cerrados con grandes vitrales coloreados y subdivididos por tracería de piedra decorativa. El deseo de aumentar el área de las ventanas impulsó el desarrollo de nuevas técnicas estructurales, de las que derivarían la mayoría de los otros rasgos distintivos del estilo: arcos apuntados, bóvedas de crucería, contrafuertes, arbotantes y pináculos. Estos elementos aumentaron la resistencia del edificio y redujeron el peso que tenía que ser soportado por los muros, lo que permitió disponer más superficie en los cerramientos para acristalar. También hicieron posible una mayor flexibilidad de proporciones que la permitida en el románico. Otros rasgos son el uso de torres y agujas, las columnas compuestas de múltiples fustes y la escultura en alto relieve, generalmente de carácter más naturalista que la que se encuentra en la decoración románica.
La tradición arquitectónica gótica se había originado en Francia en la segunda mitad del siglo XII —cuando el abad Suger empleó por vez primera los diversos elementos  juntos en un único edificio en el coro de la basílica de Saint-Denis, al norte de París, dedicada el 11 de junio de 1144.— y se extendió rápidamente en Inglaterra, donde comenzó a sustituir a la arquitectura normanda (denominación que recibe en el país el estilo románico) y a partir del que evolucionaron muchas de las características de la arquitectura gótica (evolución puede verse más particularmente en la catedral normanda de Durham, que posee una de las primeras bóvedas de crucería altas conocida). Siguió una evolución independiente del resto del continente, siendo el estilo dominante durante más de 300 años,
Los historiadores del arte dividen tradicionalmente el gótico inglés en tres periodos o estilos cronológicamente sucesivos pero solapados, que pueden ser a su vez subdivididos para definir con precisión los diferentes estilos. La periodización más habitual sigue las etiquetas convencionales acuñadas por Thomas Rickman (Attempt to Discriminate the Style of Architecture in England, 1812-1815): 
- 1180-1275: primer gótico inglés o gótico primitivo (Early English Gothic), el más sencillo y el más cercano a los modelos franceses. Se caracteriza por la simplicidad de sus bóvedas y tracería, el uso de ventanas de lanceta y una decoración escultórica menor que en cualquiera de las variedades románicas o posteriores del gótico. Se inicia con el coro de la catedral de Canterbury (f. 1175), de William de Sens construida conforme al modelo francés. En 1192 se empieza a construir la catedral de Lincoln cuyos trabajos se prolongarán durante todo el siglo XIII. El más puro gótico inglés de esta época lo representa la catedral de Salisbury que fue construida en una  única, aunque larga, campana (1220-1258, con añadidos posteriroes de la torre). El estilo es más horizontal que en Francia y se desarrolla un tipo de fachada denominada de pantalla, ya que la fachada surge como una pantalla decorativa, sin relación con los espacios posteriroes, con una reducida puerta de acceso y numerosas arquerías ornamentadas con estatuas, que cubren toda la superficie, incluidas las torre y, las largadas naves. La abadía de Westminster, comenzada en 1245 estuvo influenciada por el estilo francés. Son también buenos ejemplos la abadía de Whitby y la abadía de Rievaulx.[20]

- 1275-1380: gótico decorado (Decorated Gothic) que surgió con el aumento en la proliferación y elaboración de la decoración escultórica y en la tracería y la aparición de bóvedas más complejas y decorativas. Se suele dividir en dos periodos, denominados «estilo geométrico» (geometric style), entre 1250 y 1290, y «estilo curvilíneo» (curvilinear style), entre 1290 y 1350. Son buenos ejemplos las catedrales de  Lincoln, de Carlisle,[21] de York, de Lichfield y la linterna octogonal de la catedral de Ely).

- 1380-1520: gótico perpendicular (Perpendicular Style), la transformación final de la tradición inglesa, y la más alejada de los estilos continentales contemporáneos. Fue llamado así por su énfasis en las líneas verticales continuas, con el uso de molduras verticales en los muros y en los patrones de rejilla de su tracería. En su uso de esculturas y tracería este estilo fue más discreto que en el gótico decorado, pero vio como las intrincadas bóvedas alcanzaban su cenit, con el desarrollo de las elaboradas bóvedas bóvedas de lierne y de abanico, casi exclusivamente en Inglaterra. El tamaño de las ventanas también alcanzó su punto máximo en este período, mientras que los arcos —es característico de este estilo el llamado arco Tudor— y las bóvedas se hicieron más planas, desarrollos que supusieron unas solicitaciones estructurales mayores que nunca antes en los edificios. Ello fue posible porque las técnicas estructurales góticas ya habían alcanzado una gran sofisticación, especialmente en el uso de contrafuertes. Las obras más representativas se encuentran en las universidades de Oxford y Cambridge, donde destaca el King's College, Cambridge, que se comenzó a construir en 1443; también son muy notables las catedrales de  Gloucester y de Mánchester, la abadía de Bath, la iglesia de San Jorge en Windsor y la de Enrique VII, en la abadía de Westminster. Hubo también un gran desarrollo de la arquitectura civil. A esta etapa final la siguió el estilo Tudor ( 1485-1603), un estilo superpuesto y que a veces se confunde con el último perpendicular.

- Tracerias típicas de los estilos góticos ingleses
- The Five Sisters,  transepto norte de la York Minster, combinación de lancetas, ejemplo de gótico temprano
- Gran ventana occidental, decorado, catedral de Exeter
- Golden Windows, decorado,  en el extremo oriental de la catedral de Wells
- Ventana occidental de la catedral de Winchester, perpendicular
- Ventana de la King's Chapel, Cambridge, perpendicular

### Arquitectura vernácula medieval
Poco sobrevive de la arquitectura vernácula de la época medieval debido a la utilización de materiales perecederos. La mayoría de los edificios domésticos fueron construidos con entramados de madera, por lo general con rellenos de bahareque. Los tejados tenían normalmente cubiertas de paja; también se emplearon madera culebrilla, y desde el siglo XII comenzaron a usarse en algunas zonas baldosas y pizarra. También alrededor del siglo XII se introdujeron cerchas curvas, aumentando el tamaño de la madera enmarcada de los edificios vernáculos. Por lo general, las casas de este período se organizaban en torno a una gran sala abierta de suelo a techo. Un hueco en cada extremo se dividía en dos plantas y se utilizaba para los cuartos de servicio y salas privadas para el propietario. Los edificios que sobreviven del período son casas señoriales con foso, de las cuales Ightham Mote es un notable ejemplo tardío medieval y Wealden hall house, como la Alfriston Clergy House.

## Transición Tudor

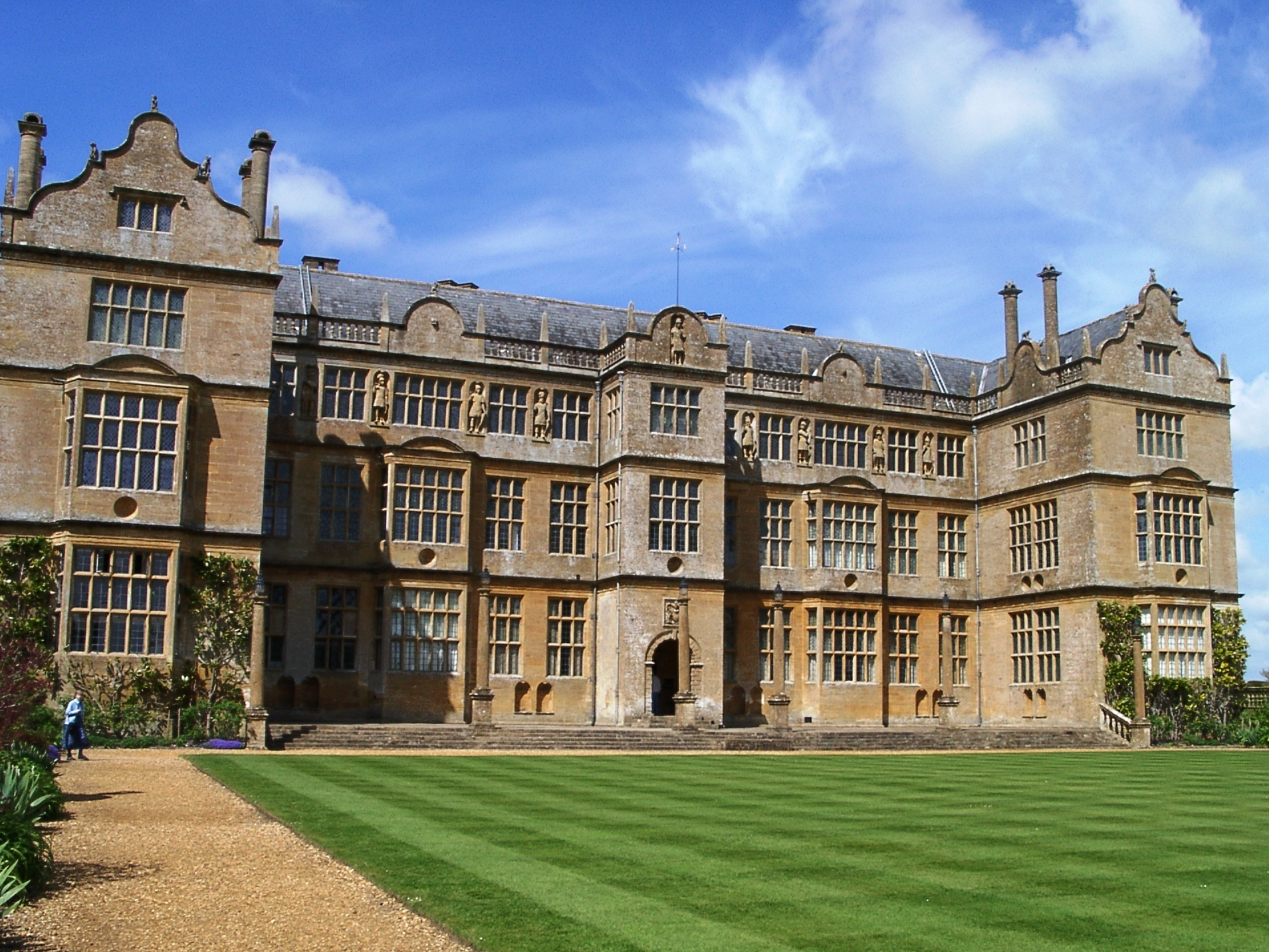
Montacute House, cerca de Yeovil, Somerset. Construida en 1598

El período Tudor (1485-1603) constituye una fase de transición, en el que la continuidad orgánica y la innovación técnica de la época medieval dieron paso a siglos en los que la arquitectura estuvo dominada por una sucesión de intentos de revivir estilos anteriores.
El estilo gótico perpendicular alcanzó su culminación en el reinado de Enrique VII y los primeros años del de Enrique VIII, con la construcción de la Capilla del King's College, Cambridge, y la capilla de Enrique VII en la abadía de Westminster. Sin embargo, la Reforma supuso el cese efectivo de la construcción de iglesias en Inglaterra, cese que continuó en la mayor parte del país hasta el siglo XIX.
En el momento del ascenso de Enrique VII, la construcción de castillos en Inglaterra había llegado a su fin y con los Tudor se generalizaron las casas fortificadas ostentosas y las casas de campo (country houses), construidas tanto en piedra como en ladrillo, que rápidamente se convirtió en un material de construcción común en el país en ese periodo. Los rasgos característicos del temprano estilo Tudor fueron las imponentes gatehouses —puertas fortificadas, un vestigio de los castillos—, los arcos apuntados aplanados a la manera del gótico perpendicular, las ventanas con remates en forma de cuadrados, los gabletes decorativos y las grandes chimeneas adornadas. Algunos edificios que sobreviven de principios de la arquitectura palaciega Tudor son el palacio de Hampton Court y la torre de Layer Marney.
A lo largo del siglo XVI algunos rasgos clásicos derivados de la arquitectura renacentista italiana ejercieron una influencia creciente, usándose inicialmente en la decoración de superficies pero que con el tiempo darán forma a todo el diseño de los edificios mientras el uso de rasgos medievales declinaba. Este desarrollo dio lugar a viviendas palaciegas hechas en piedra como Hardwick Hall y Montacute House.

Arquitectura Tudor
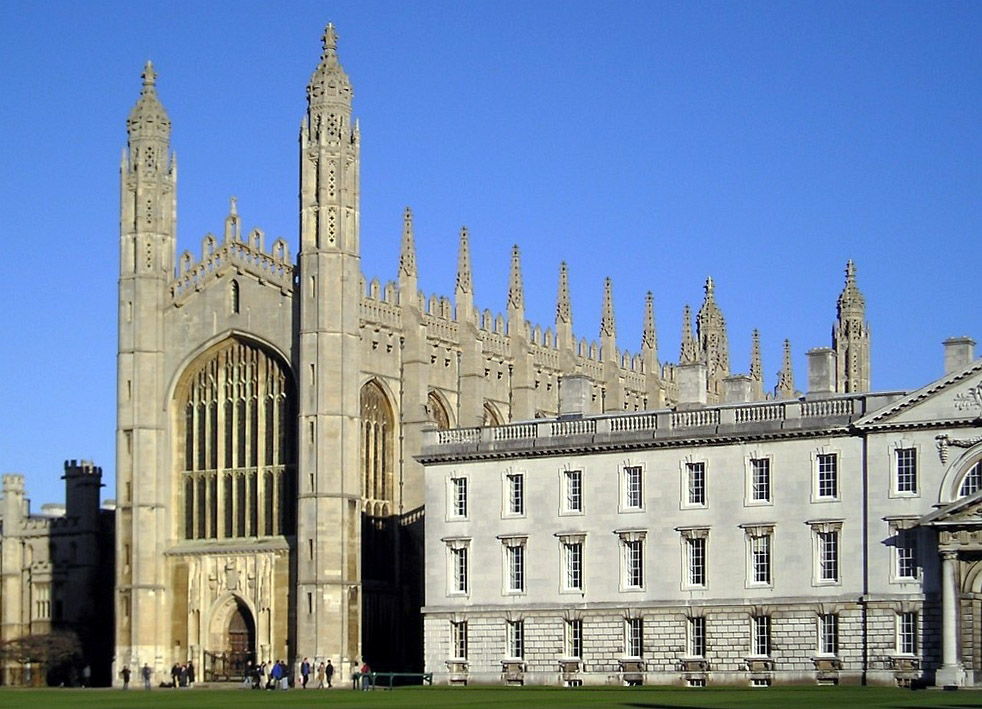
Capilla del King's College, Cambridge, mostrando el característico arco Tudor
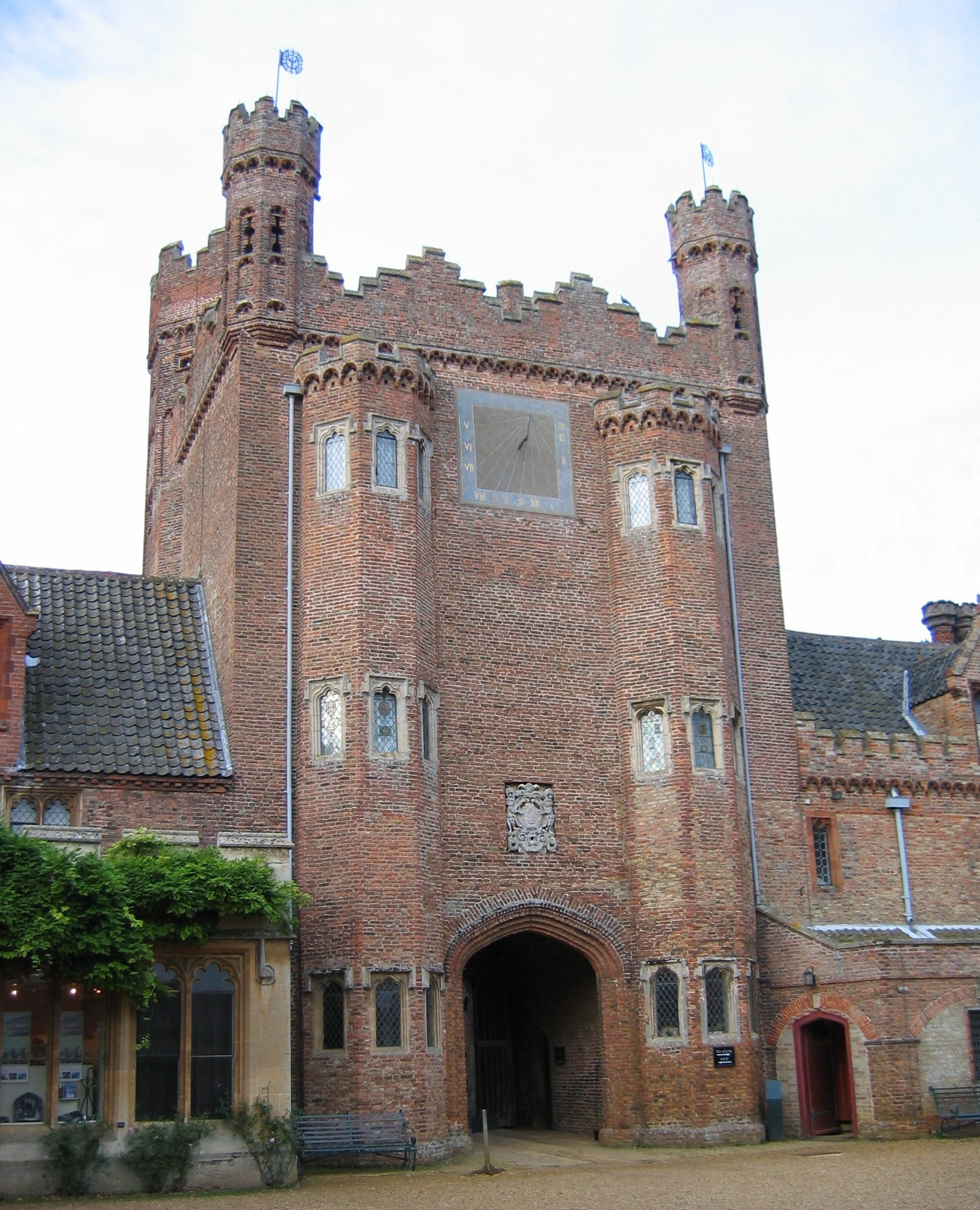
Gatehouse de Oxburgh Hall en Oxborough
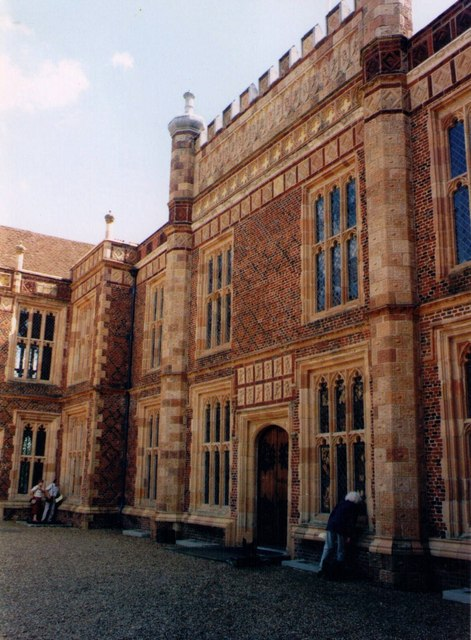
Fachada de entrada de Sutton Place (Surrey) (ca. 1525)
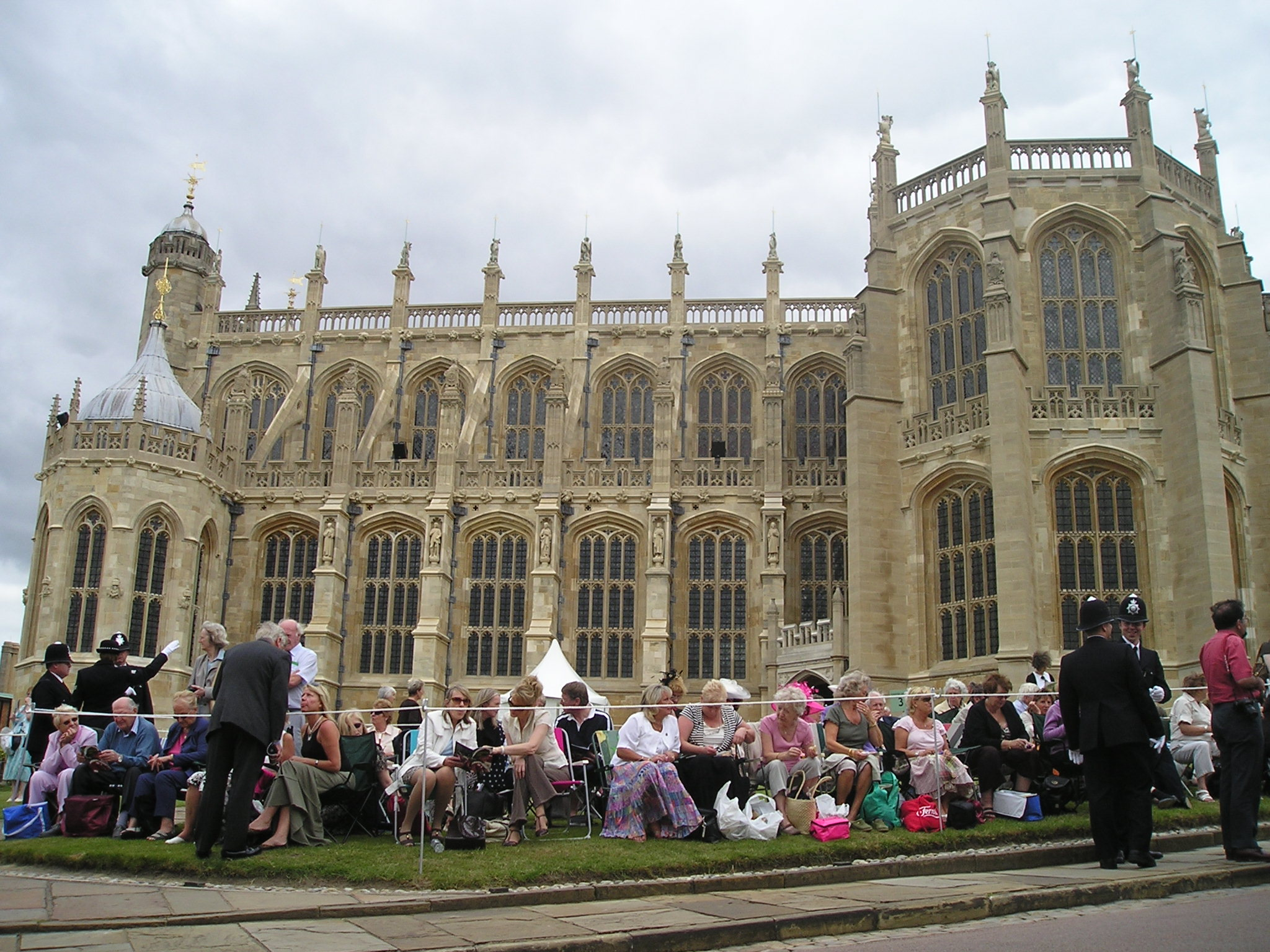
Capilla de San Jorge, en el castillo de Windsor

## Estilos revivals

### Arquitectura estuarda

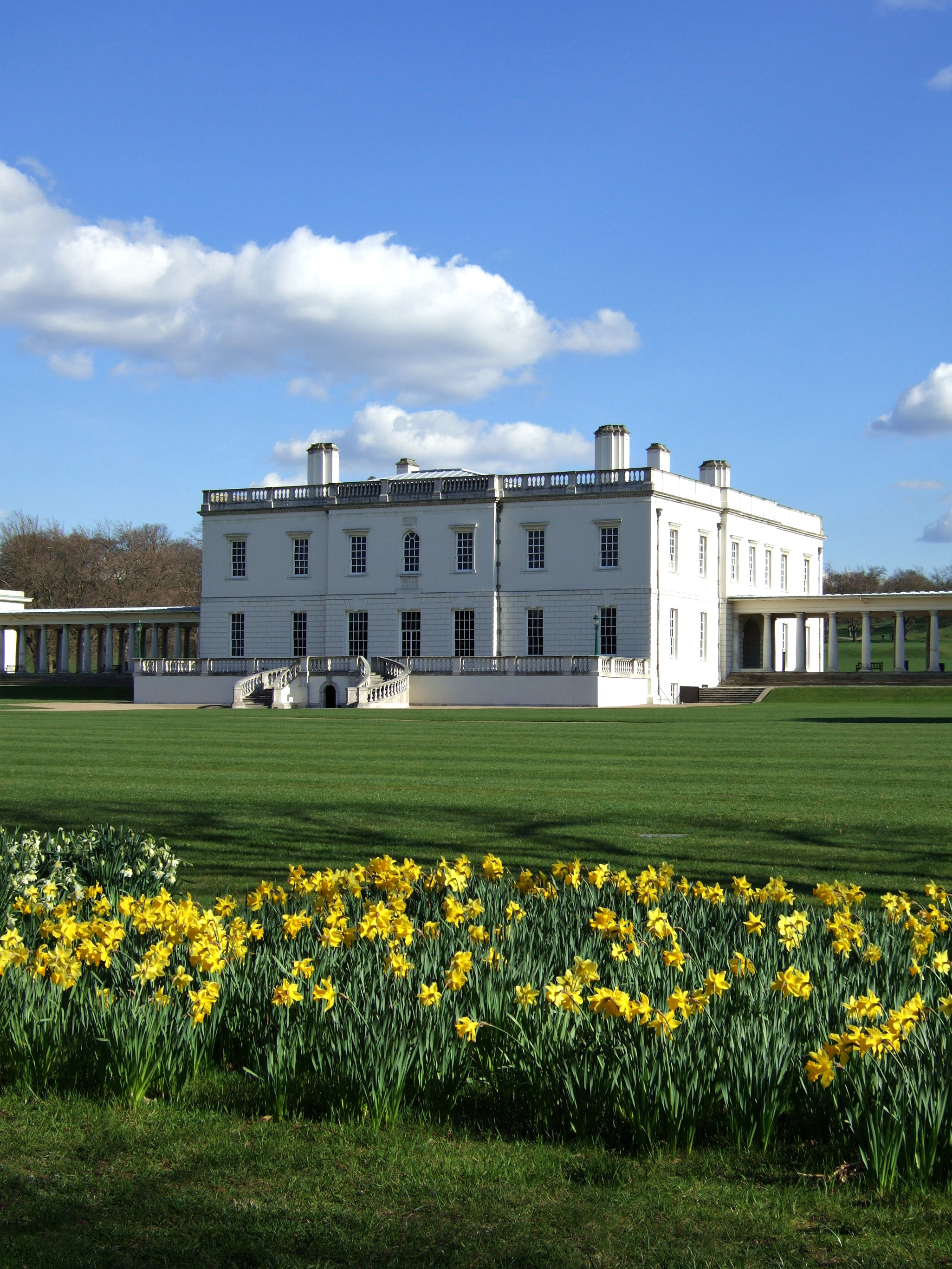
La Queen's House, en Greenwich

Durante el siglo XVII el continuo avance de las formas clásicas anuló el eclecticismo de la arquitectura renacentista inglesa, lo que dio paso a un estilo más uniforme derivado de los modelos continentales, principalmente de Italia. Esto implicó un retroceso desde la sofisticación estructural de la arquitectura gótica a las formas más primitivas derivadas de los métodos de construcción de la antigüedad clásica. El estilo se caracterizaba por las ventanas y puertas cuadradas o redondeadas, los techos planos, las columnata]]s de arcos de medio punto, las pilastras, los frontones y cúpulas. La arquitectura clásica en Inglaterra tendió a ser relativamente simple y sencilla en comparación con la arquitectura barroca contemporánea en el continente, estando influida sobre todo por el estilo palladiano de Italia. Éste fue introducido por primera vez en Inglaterra por Inigo Jones  (1573-1652) y quedó ejemplificado en la Casa de la Reina en Greenwich.

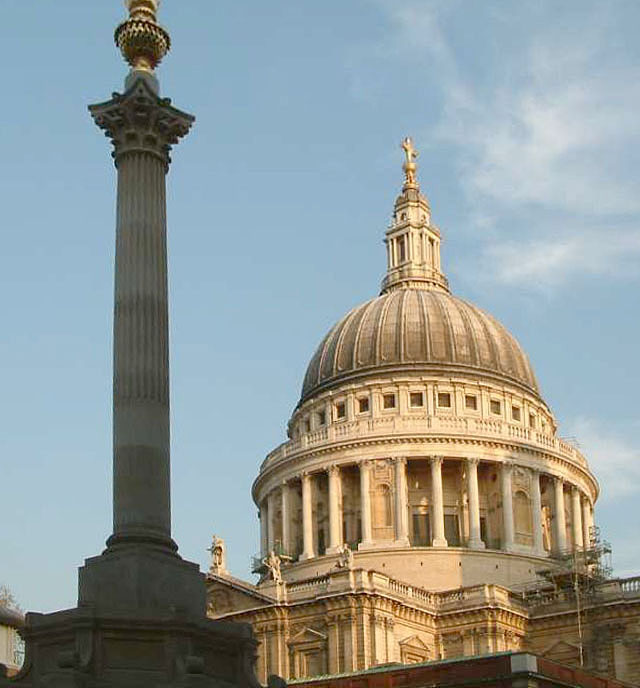
La cúpula de la catedral de San Pablo diseñada por sir Christopher Wren

El Gran Incendio de Londres de 1666 obligó a la reconstrucción de gran parte de la ciudad, que fue la única parte del país en que se construyeron una cantidad significativa de iglesias entre la Reforma y el siglo XIX. Sir Christopher Wren  (1632-1723) fue contratado para reemplazar muchas de las iglesias destruidas, pero su plan maestro para la reconstrucción de Londres en su conjunto fue rechazado. Las iglesias de Wren ejemplifican el particular enfoque inglés de construcción de iglesias a la manera clásica, que rechazaba en gran medida las cúpulas tipificadas del barroco continental y empleaba diferentes formas de campanario, los esfuerzos experimentales para encontrar un sustituto de la aguja gótica en el modo clásico. Sin embargo, en la construcción más grandiosa de Wren, la catedral de San Pablo (Londres), aparece una cúpula muy destacada, siendo la única catedral inglesa que la tiene de la tradición clásica.
Al final del siglo XVII apareció la arquitectura barroca, una versión del Clasicismo caracterizado por una pesada masificación y una ostentosa y elaborada decoración, que se generalizara en el país. Comenzaron a construirse grandes casas de campo barrocas en la década de 1690, ejemplificadas por Chatsworth House y el castillo de Howard. Los arquitectos más significativos del barroco inglés, después de Wren, fueron sir John Vanbrugh  (1664-1726) y Nicholas Hawksmoor (ca.1661-1736), que adaptaron el estilo barroco a los gustos ingleses en casas aristocráticas, como el palacio de Blenheim, Seaton Delaval Hall y Easton Neston.

### Arquitectura georgiana (1714-1830)

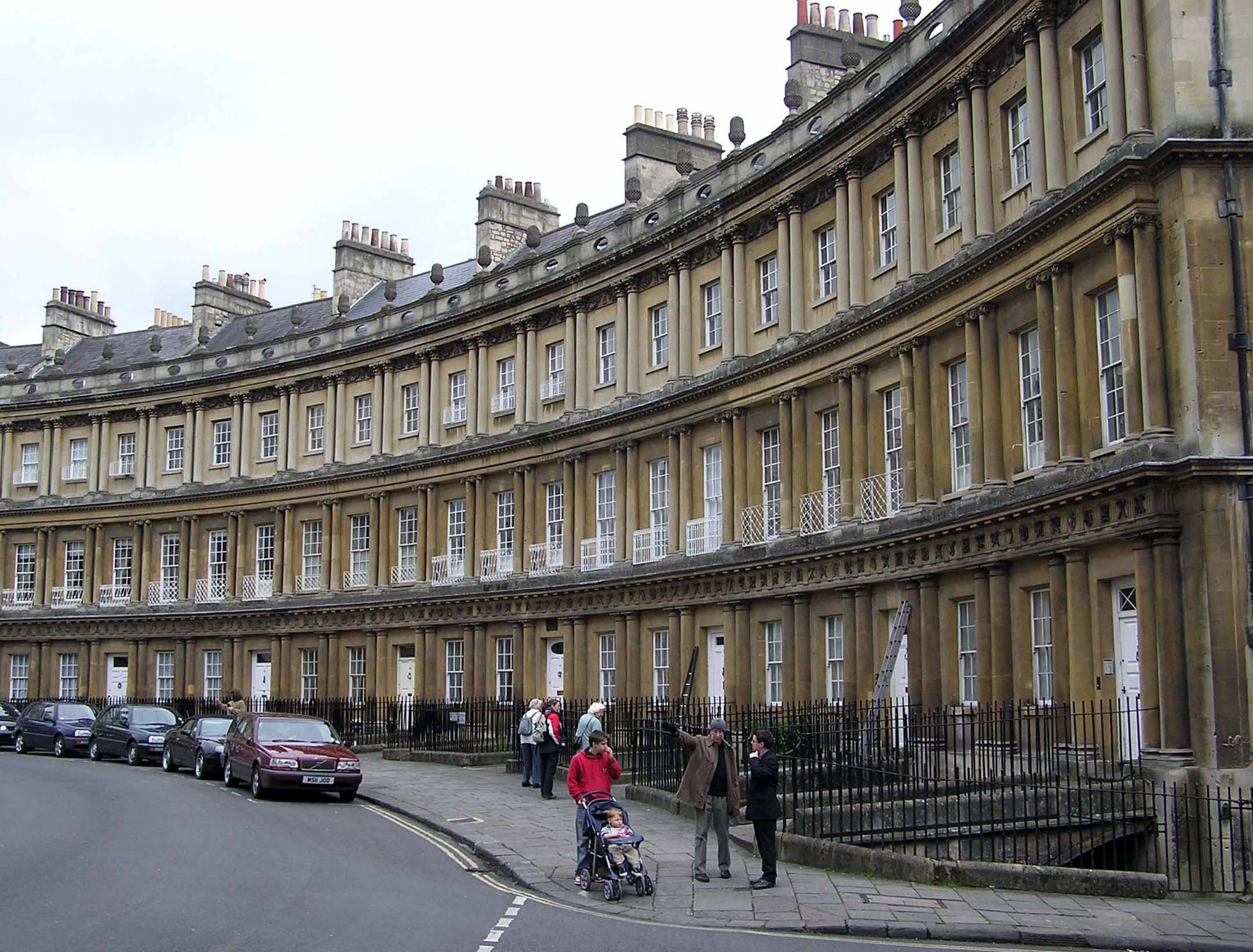
The Circus (Bath)

El siglo XVIII vio un giro desde la elaboración barroca y una vuelta a una aproximación más austera al clasicismo. Este cambio trajo inicialmente un retorno al palladianismo italiano que había caracterizado las primeras manifestaciones de la arquitectura clásica en el país, un estilo que finalmente será conocido globalmente como estilo georgiano, nombre dado por coincidir más o menos con el reinado de los cuatro reyes Jorge (George) (1714-1830).
La última arquitectura neoclásica idealizó cada vez más las formas griegas antiguas, que fueron vistas como representantes del clasicismo en su "pureza original" contra las formas romanas, ahora consideradas como degeneradas. Algunas casas de campo que representan este estilo son Woburn Abbey y Kedleston Hall. Este período también vio el surgimiento de un enfoque cada vez más planificado de la expansión urbana y la construcción sistemática y simultánea de calles enteras o squares (cuadrados), o incluso de barrios enteros, lo que dio lugar a nuevas formas de construcción nacional, las terraced house (casas entre medianeras o pareadas) y el crescent (media luna), como se ejemplifica en Bath y en Bloomsbury y Mayfair en Londres. Entre los arquitectos notables que ejercieron en esa época destacan Robert Adam (1728-1792), sir William Chambers (1723-1796), John Wood el Joven (1728-1782) y James Wyatt (1746-1813).

### Arquitectura victoriana (1837-1901)

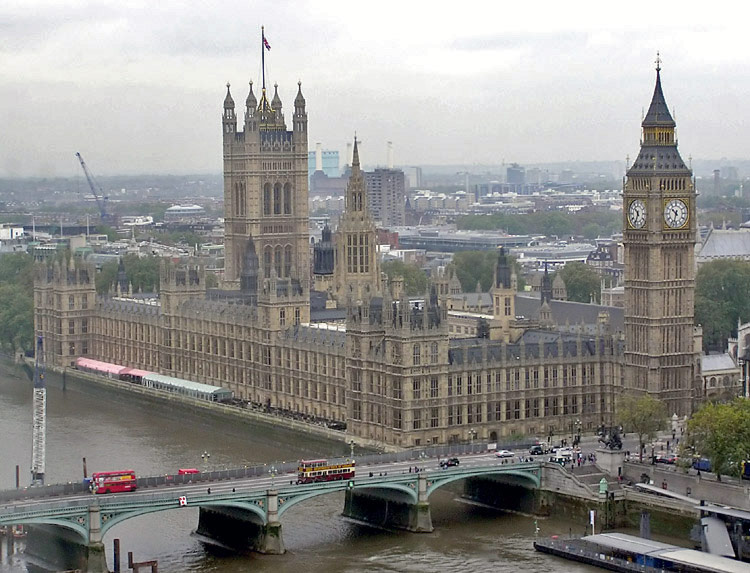
El palacio de Westminster, terminado en 1870. Diseñado por sir Charles Barry y A. W. N. Pugin

El siglo XIX vio una fragmentación de la arquitectura inglesa, cuando las formas clásicas continuaron siendo de uso generalizado pero fueron desafiadas por una serie de renacimientos distintivamente ingleses de otros estilos, diseñadas principalmente en estilo gótico, renacentista y tradiciones vernáculas, aunque incorporando otros elementos. Este historicismo en curso se contrapuso a una reanudación de la innovación técnica, que había quedado en gran parte en suspenso desde el Renacimiento, pero que ahora se recuperaba con la utilización de nuevos materiales y técnicas derivadas de la Revolución Industrial, en particular por el uso de hierro y los entramados de acero, y por la demanda de nuevos tipos de edificaciones. El rápido crecimiento de la población y la urbanización supusieron la necesidad de levantar una inmensa cantidad de nuevas construcciones domésticas y comerciales, que combinados con un renacimiento religioso lograrontambién la reanudación generalizada de la construcción de iglesias. La fabricación mecanizada, los ferrocarriles y los servicios públicos requerían nuevas formas de edificios, mientras que las nuevas ciudades industriales invirtieron fuertemente en grandes edificios cívicos y la enorme expansión y diversificación de las actividades educativas, culturales y de ocio igualmente generó nuevos tipos arquitectónicos.

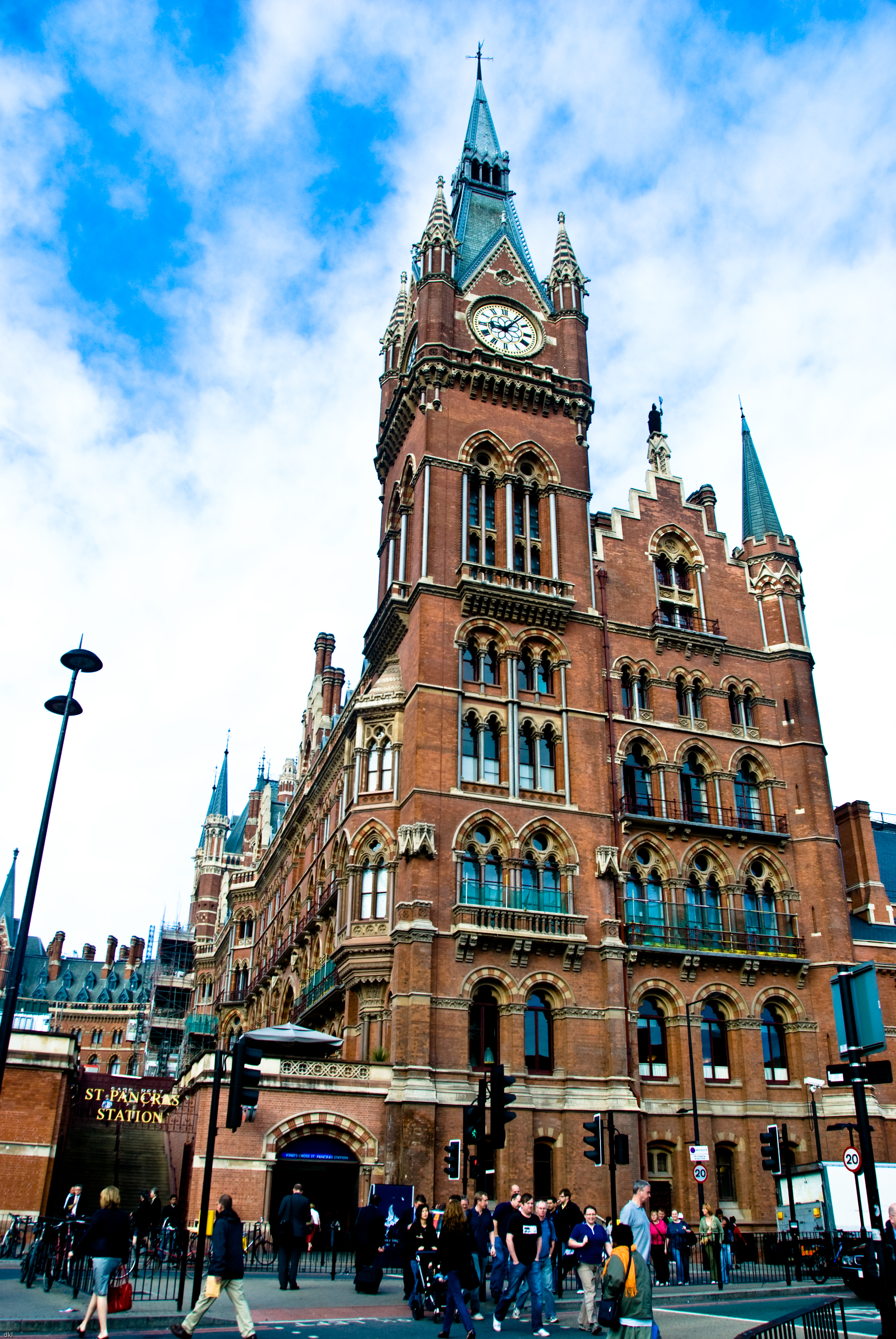
Estación de St Pancras, diseñada por George Gilbert Scott

El revival gótico surgió en Inglaterra y su influencia, salvo en la construcción de iglesias, se limitó casi a los países de habla inglesa. Había empezado a pequeña escala en el siglo XVIII bajo el estímulo del Romanticismo, una tendencia iniciada por la casa de Horace Walpole en Strawberry Hill. Sin embargo, la construcción gótica generalizada no comenzó hasta el siglo XIX, liderada por la renovación de las iglesias, pero se extendió a la construcción secular. La arquitectura temprana del ese renacer gótico fue caprichosa y poco sistemática, pero en la época victoriana el revival desarrolló un rigor abstracto y se convirtió en un movimiento impulsado por las preocupaciones culturales, religiosas y sociales que se extendió mucho más allá de la arquitectura, en una sociedad que veía en el estilo gótico y la forma de vida medieval una vía para la regeneración espiritual. El primer gran ideólogo de este movimiento fue Augustus Welby Northmore Pugin, quien junto con Charles Barry diseñó las nuevas Cámaras del Parlamento, la obra más grande de la arquitectura gótica victoriana.
El estilo perpendicular del edificio del Parlamento refleja el predominio de las formas tardías del gótico inglés de principios del periodo victoriano, pero en su momento final dio paso a una preferencia por la llanura del primer inglés o el gótico francés, y sobre todo a un estilo derivado de la arquitectura de la Italia medieval y los Países Bajos. Esta gótico victoriano alto (High Victorian Gothic) fue impulsado principalmente por los escritos de John Ruskin, basados en sus observaciones de los edificios de Venecia, mientras que su práctica arquetípica fue el arquitecto de la iglesia William Butterfield. Se caracteriza por la masificación pesado, el escaso uso de tracería y decoración escultórica y un énfasis en los patrones policromados creados mediante el uso de diferentes colores de ladrillo y piedra. El renacimiento gótico también condujo a un esfuerzo generalizado para restaurar las deterioradas las iglesias medievales, una práctica que a menudo fue más allá de la restauración para suponer una amplia reconstrucción, conocida como restauración victoriana. El exponente más activo en esto fue también el diseñador más prolífico de los nuevos edificios góticos, George Gilbert Scott, cuyo trabajo se ejemplifica en la estación de St Pancras. Otros arquitectos góticos victorianos destacados fueron G. E. Street, J. F. Pearson y G. F. Bodley..
El período victoriano también vio un renovado interés en las tradiciones constructivas vernáculas, centrándose principalmente en la arquitectura doméstica y en el empleo de características como los entramados de madera y teja-colgante, cuyo líder era practicante Richard Norman Shaw. Este desarrollo también estaba conformada por consideraciones ideológicas mucho más amplias, fuertemente influenciados por William Morris y e movimiento Arts and Crafts. Mientras que su ethos compartía mucho con el renacer gótico, sus preocupaciones eran menos religiosas y estaban conectadas con el socialismo romántico y un disgusto por la industrialización y la vida urbana. Al final del siglo XIX los elementos vernáculos se mezclaban con las formas extraídas de la arquitectura renacentista de Inglaterra y los Países Bajos para producir una síntesis apodada el estilo reina Ana, que de hecho tenía muy poco que ver con la arquitectura de ese reinado. Mientras que algunos arquitectos de la época estaban ideológicamente comprometidos con una manera particular, una tendencia personificada por Pugin, otros estaban felices de moverse entre estilos. Un ejemplo de este enfoque fue Alfred Waterhouse, cuyas obras incluyen edificios de estilos neorrománico, neogótico y neorrenacentista y fusiones eclécticas entre ellos.

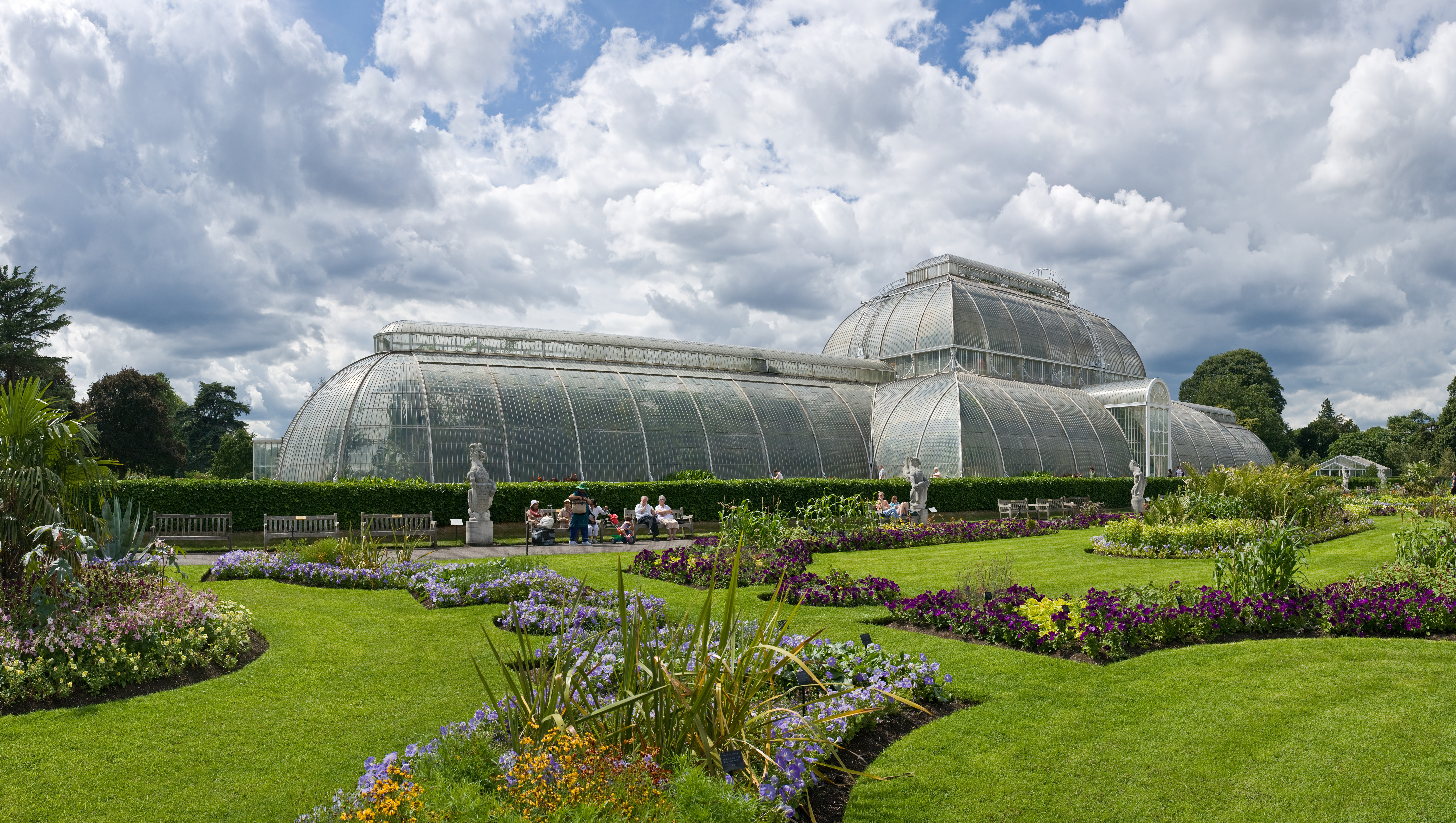
La Palm House en Kew Gardens, un ejemplo clave de la construcción de invernaderos victorianos

La nueva tecnología de construcción de hierro y entramados de acero ejerció una influencia sobre muchas formas de edificaciones, aunque su uso a menudo estaba enmascarado por el uso de formas tradicionales. Fue muy importante en dos de las nuevos tipos edificatorios que caracterizaron la arquitectura victoriana, los galpones para las estaciones de tren y los invernaderos. El máximo exponente de este último fue Joseph Paxton, arquitecto de The Crystal Palace.
En el siglo XVIII muy pocos arquitectos ingleses habían emigrado a las colonias, pero cuando el Imperio Británico se estableció firmemente en el siglo XIX muchos arquitectos en el inicio de sus carreras tomaron la decisión de emigrar, muchos optaron por los EE. UU., pero la mayoría se fueron a Canadá, Australia o Nueva Zelanda, cuando surgieron oportunidades para satisfacer la creciente demanda de edificios en estos países. Normalmente adoptaron el estilo de la arquitectura de moda cuando salieron de Inglaterra, aunque en la segunda mitad del siglo, la mejora del transporte y las comunicaciones significaba que incluso partes muy remotas del Imperio tenían acceso a muchas publicaciones, como la revista The Builder. Esto permitió a los arquitectos coloniales estar al tanto de la moda actual. Así, la influencia de la arquitectura Inglesa se extendió por todo el mundo. Varios prominentes arquitectos del siglo XIX realizaron proyectos que luego fueron ejecutados por arquitectos en las colonias. Por ejemplo Sir George Gilbert Scott diseñó la Universidad de Bombay y William Butterfield diseñó la catedral de San Pedro, de Adelaida.

### Estilos históricos en elsigloXX
El último gran exponente del tardío eclecticismo renacentista victoriano fue Edwin Lutyens. Su desplazamiento al modo clásico después de 1900 simbolizó el general retiro desde el fermento estilístico del siglo XIX hacia un clasicismo simple y homogéneo basado en ejemplos georgianos, un enfoque seguido por muchos arquitectos de principios del siglo XX, especialmente Herbert Baker y Reginald Blomfield. Esta manera neogeorgiana, aunque no fue favorecida en gran medida en décadas posteriores por la profesión o los críticos de arquitectura, se ha mantenido popular entre los clientes y comentaristas conservadores, especialmente Charles, Príncipe de Gales. La arquitectura doméstica en todo el siglo XX y más allá no ha dejado de estar fuertemente influenciada por una versión homogeneizada de estilos revival vernáculos victorianos. Algunos arquitectos respondieron a la modernidad, y a las circunstancias económicas, mediante la presentación simplificada versiones de estilos tradicionales; el trabajo de Giles Gilbert Scott ilustra esto muy bien.

Arquitectura historicista en el siglo XX
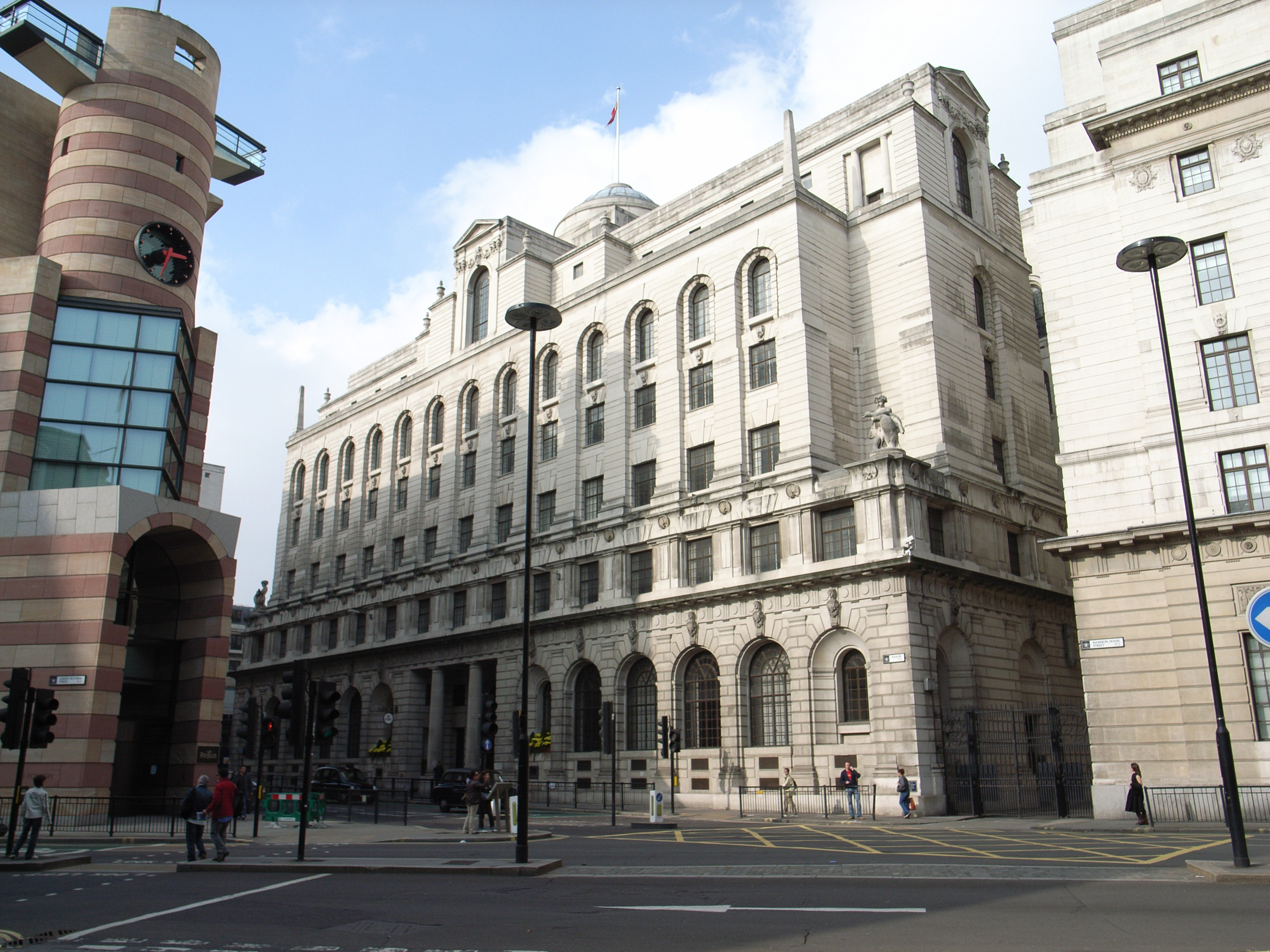
Midland Bank, Londres, de Edwin Lutyens (1939)
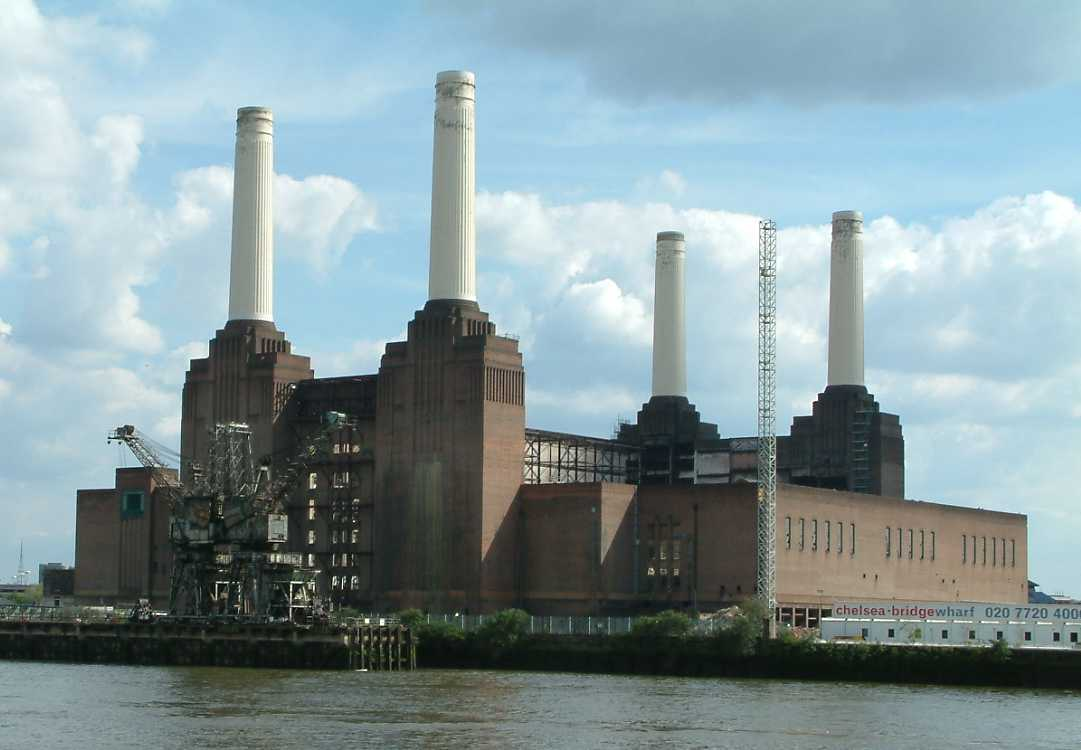
Battersea Power Station, de Giles Gilbert Scott (1938)
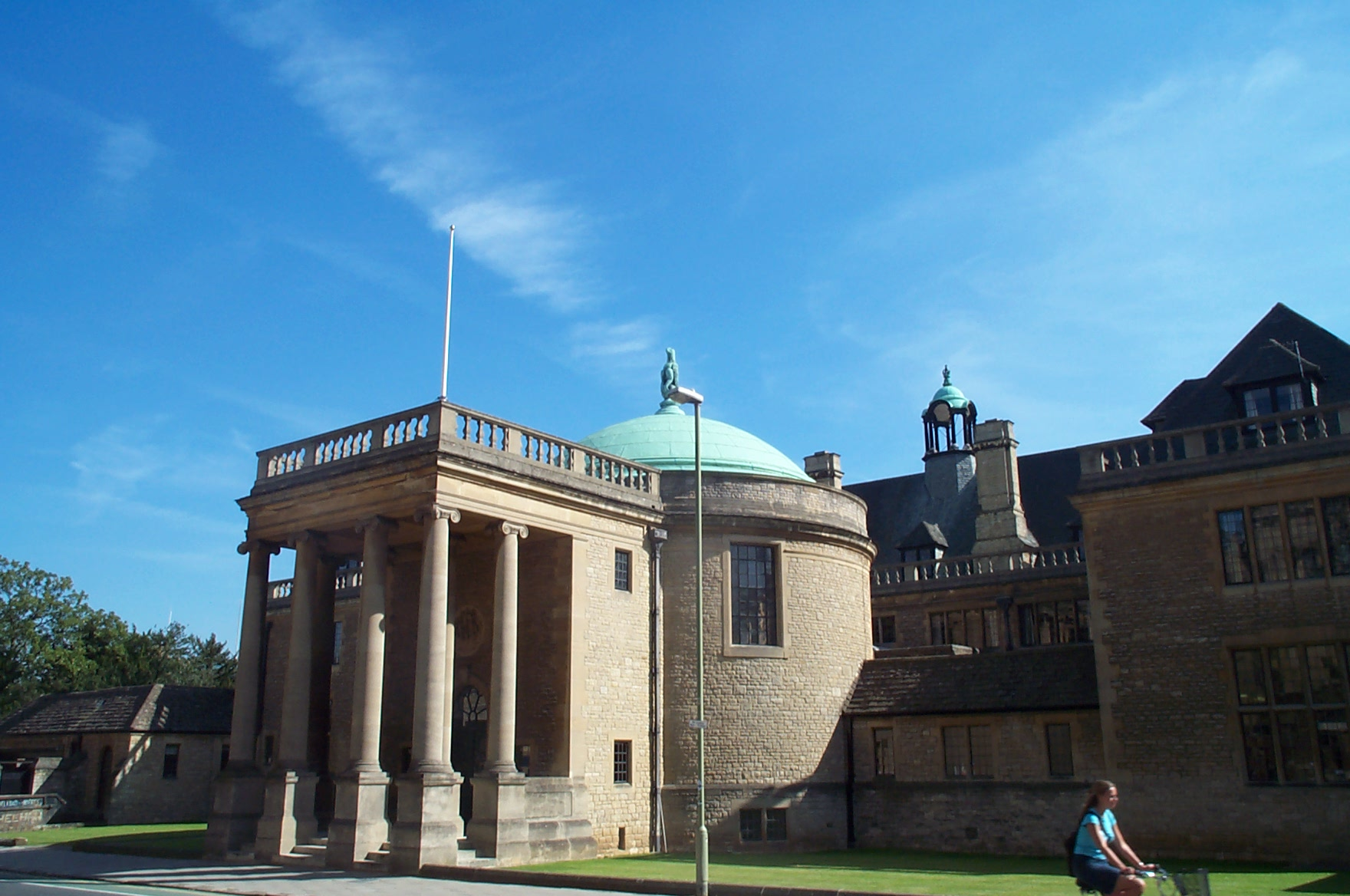
Rhodes House Oxford, de Herbert Baker (1928)
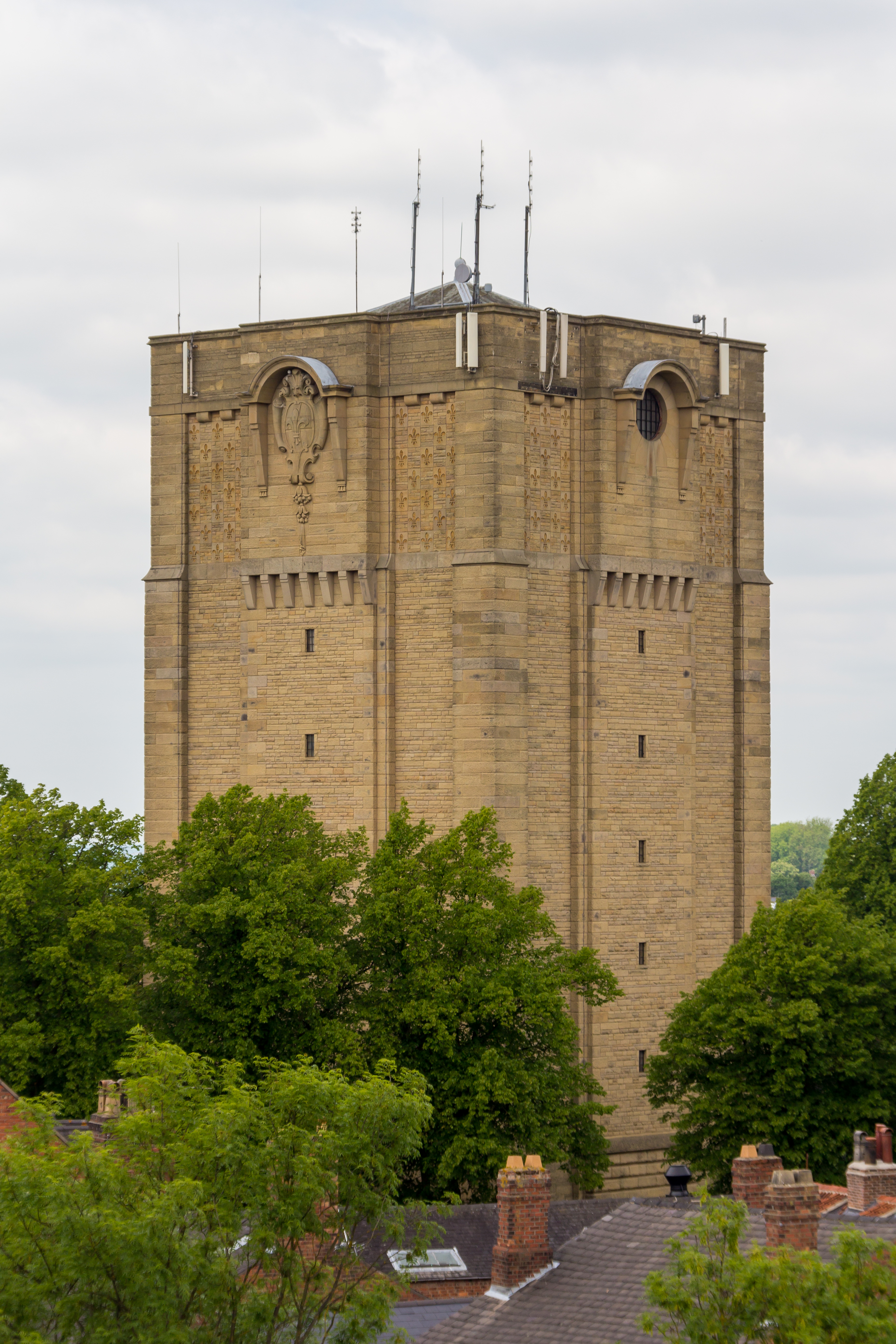
Depósito de agua, Reginald Blomfield

## Arquitectura moderna

### Estilo Internacional
El estilo Internacional (International Style, también conocido en Inglaterra como Modernism, lo que puede inducir a error al confundirse con el modernismo del cambio de siglo) surgió como una reacción contra el mundo de antes de la Primera Guerra Mundial, incluyendo los estilos arquitectónicos históricos. Estilísticamente era funcional, recurriendo a objetos que fueron diseñados para un propósito específico como Marítimo. Surgió como una idea en la Europa continental, pero fue de interés para algunos arquitectos ingleses. Sin embargo, la llegada de los arquitectos emigrados como Mendelsohn y Lubetkin galvanizó la posición de la arquitectura moderna en Inglaterra.
El bombardeo de ciudades inglesas supuso una escasez de viviendas en los años de la posguerra. Para hacer frente a esto muchos miles (tal vez centenares de millares) de council houses fueron construidas en estilo vernáculo, dando a la clase obrera gente su primera experiencia de jardines particulares e interiores saneados. La demanda se satisfizó en parte a través de la prefabricación de edificios en fábricas, dando origen a los "Pre-fab".

### Arquitectura brutalista
La arquitectura brutalista es un estilo arquitectónico que surgió durante la década de 1950 en el Reino Unido en los proyectos de reconstrucción de la era de la posguerra. Los edificios brutalistas se caracterizan por construcciones minimalistas que muestran los materiales de construcción desnudos y los elementos estructurales sobre el diseño decorativo. El estilo comúnmente hace uso del hormigón o ladrillo vistos, sin lucir ni pintar, recurre a formas geométricas angulares y a una paleta de colores predominantemente monocromática; También se incluyen otros materiales, como acero, madera y vidrio.
Descendiente del movimiento moderno, se dice que el brutalismo es una reacción contra la nostalgia de la arquitectura en la década de 1940. Derivado de la frase sueca nybrutalism, el término «Nuevo brutalismo» fue utilizado por primera vez por los arquitectos británicos Alison y Peter Smithson por su enfoque pionero del diseño. El estilo se popularizó aún más en un ensayo de 1955 del crítico de arquitectura Reyner Banham, quien también asoció el movimiento con las expresiones francesas «béton brut» ('hormigón a la vista o en bruto') y «art brut» ('arte en bruto'). El estilo, desarrollado por arquitectos como los Smithson, el húngaro Ernő Goldfinger y la firma británica Chamberlin, Powell & Bon, fue presagiado en parte por el trabajo moderno de otros arquitectos como el franco-suizo Le Corbusier, el estonio-estadounidense Louis Kahn, el germano-estadounidense Mies van der Rohe o el finlandés Alvar Aalto.
En el Reino Unido, el brutalismo apareció en el diseño de viviendas sociales utilitarias y de bajo costo influenciadas por los principios socialistas y pronto se extendió a otras regiones del mundo. Los diseños brutalistas se utilizaron con mayor frecuencia en el diseño de edificios institucionales, como universidades, bibliotecas, tribunales y ayuntamientos. La popularidad del movimiento comenzó a declinar a fines de la década de 1970, y algunos asociaron el estilo con la decadencia urbana y el totalitarismo.
El brutalismo se ha ido polarizando históricamente; edificios específicos, así como el movimiento en su conjunto, han generado una variedad de críticas (a menudo descritos como «fríos» o «sin alma»), pero también han obtenido el apoyo de los arquitectos y las comunidades locales (con muchos edificios brutalistas que se han convertido en iconos culturales, a veces obteniendo el estatus de hitos).

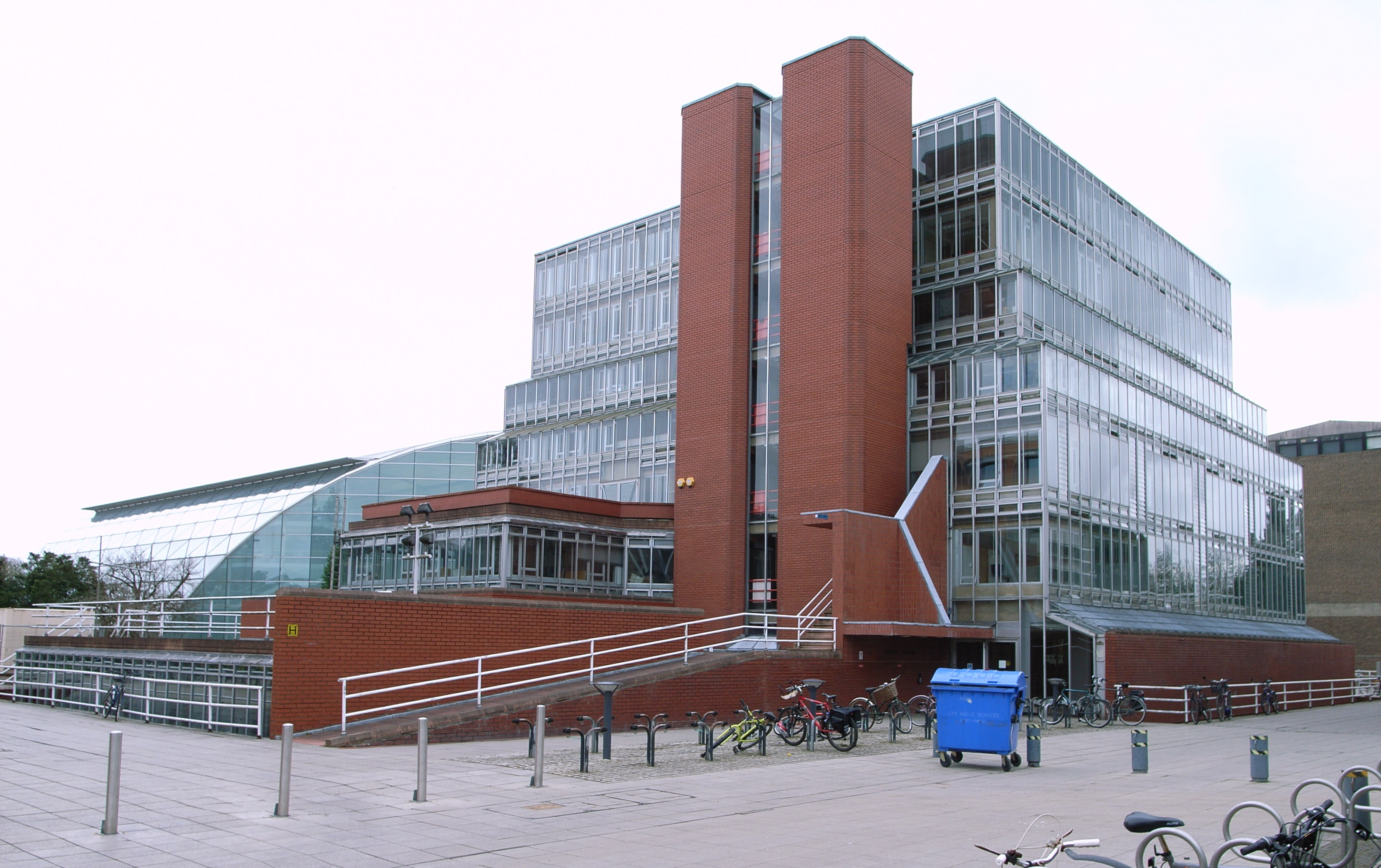
Edificio de la Facultad de Historia (1968) de la University of Cambridge, de James Stirling

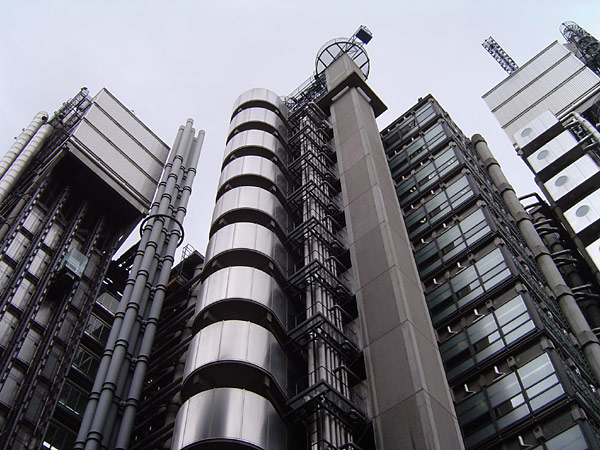
Edificio Lloyd's (1978-1986), City of London, obra de Richard Rogers ya ejemplo del high-tech

En el Reino Unido, se asocian con el estilo brutalista arquitectos como el húngaro Ernő Goldfinger, la pareja de esposos Alison y Peter Smithson, algunos de los trabajos de Basil Spence, el Departamento de Arquitectos del London County Council / Greater London Council, Owen Luder, John Bancroft y, posiblemente, algunas de las primeras obras de Denys Lasdun, Leslie Martin, James Stirling y James Gowan. Algunos ejemplos bien conocidos de arquitectura de influencia brutalista en la capital inglesa son el Centro Barbican (de Chamberlin, Powell y Bon) y el National Theatre (1969-1976) (de Denys Lasdun).

Edificios brutalistas
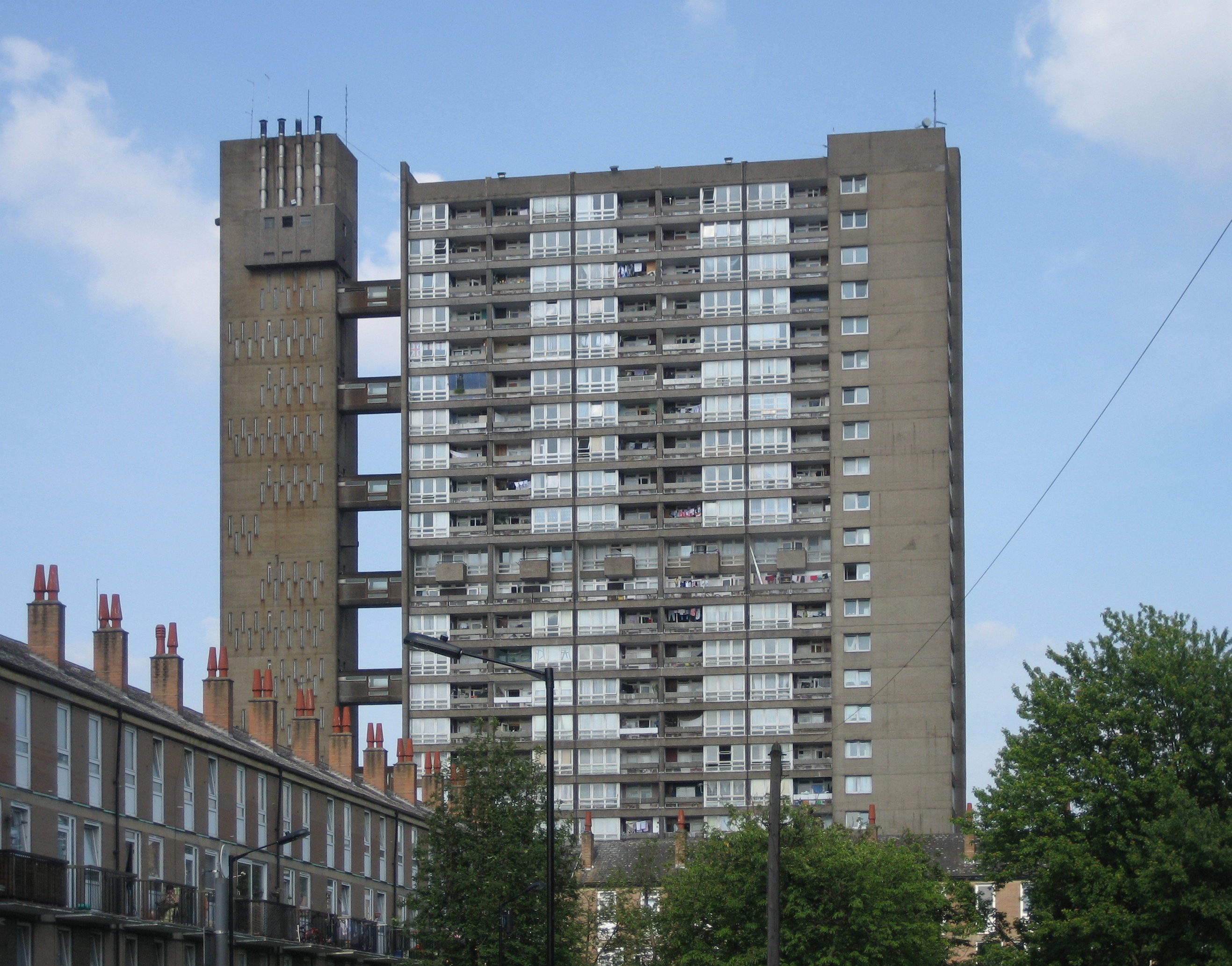
Balfron Tower (1965-1967), obra de Ernő Goldfinger en Londres (listado grado II)
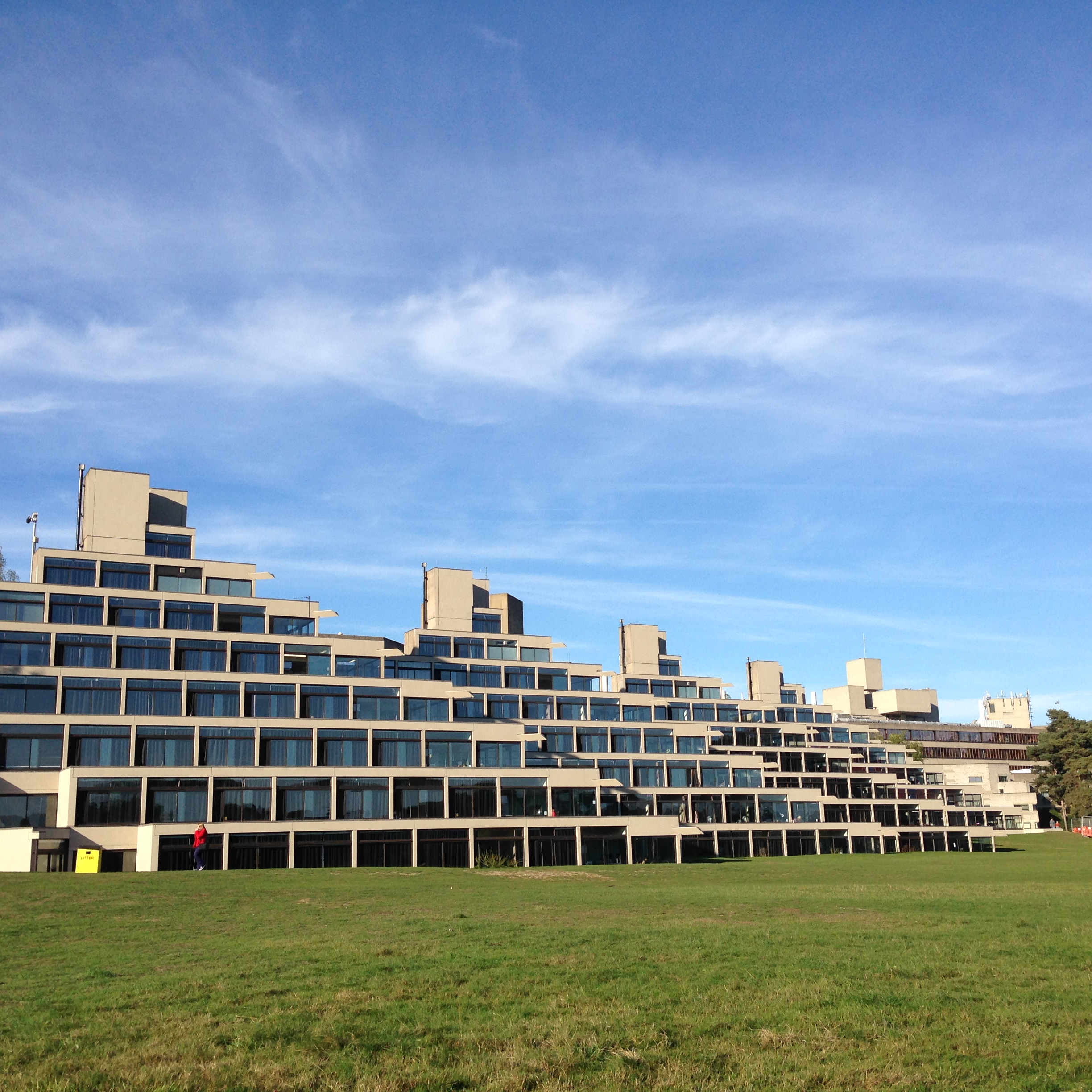
'Ziggurats' de la Universidad de East Anglia (1964-1968), de Denys Lasdun (listado grado II)
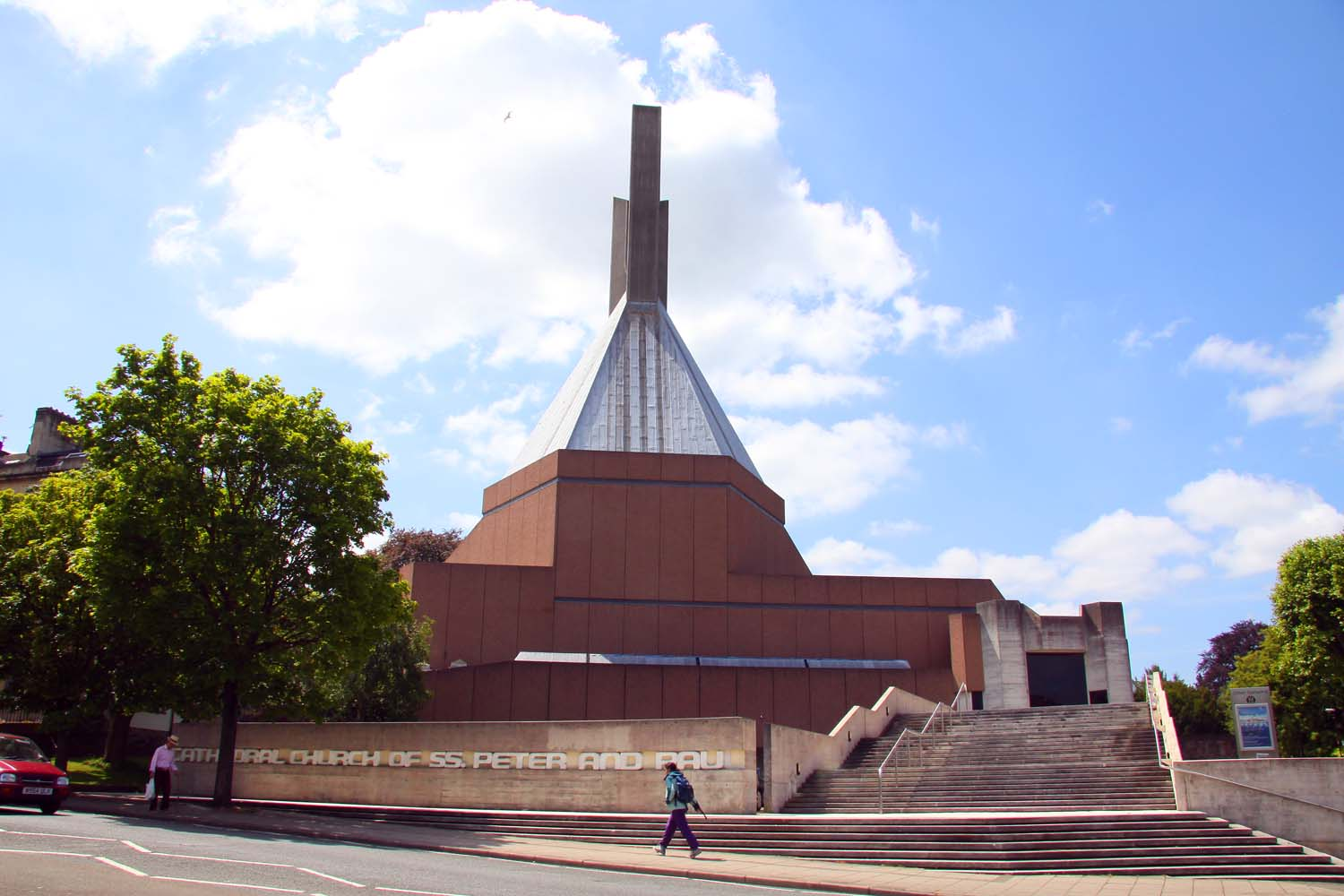
Catedral de Clifton (Bristol) (1969-1973), de Ronald Weeks, E S Jennett y Antoni Poremba de Percy Thomas Partnership
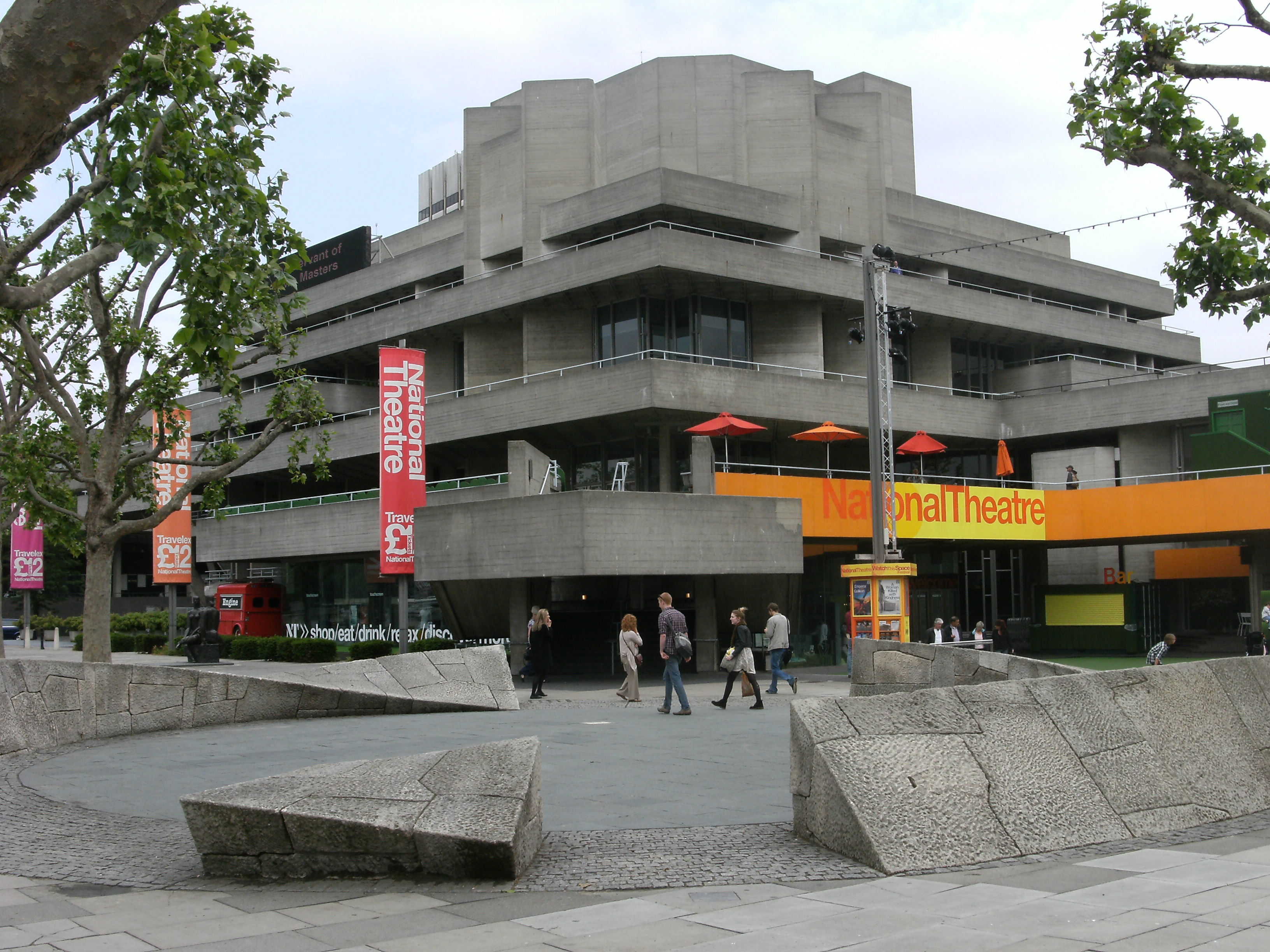
Royal National Theatre (1969-1976) en Londres, de sir Denys Lasdun
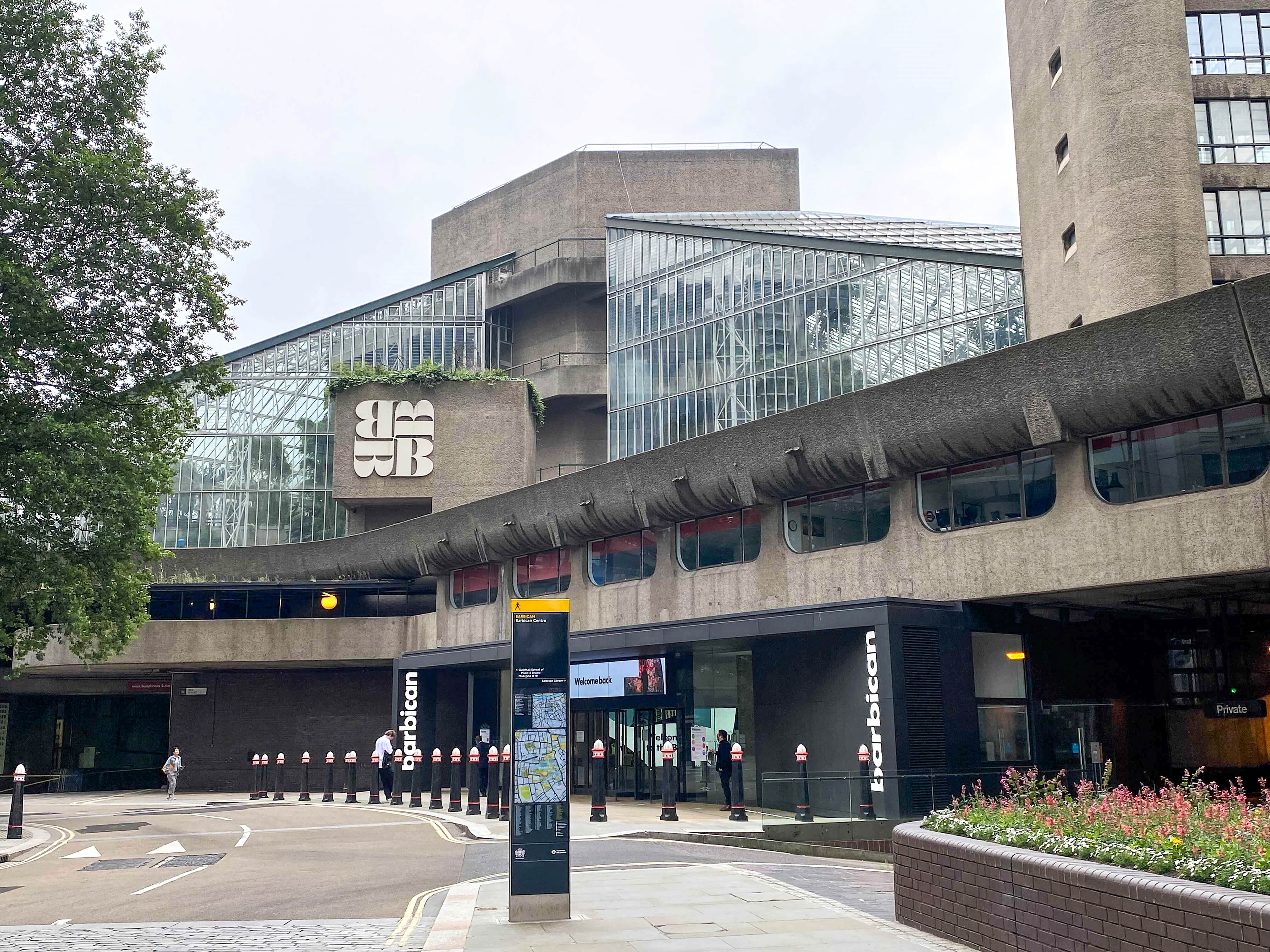
Barbican Centre  (1964-1975) en Londres, de Chamberlin, Powell y Bon (listado grado II)
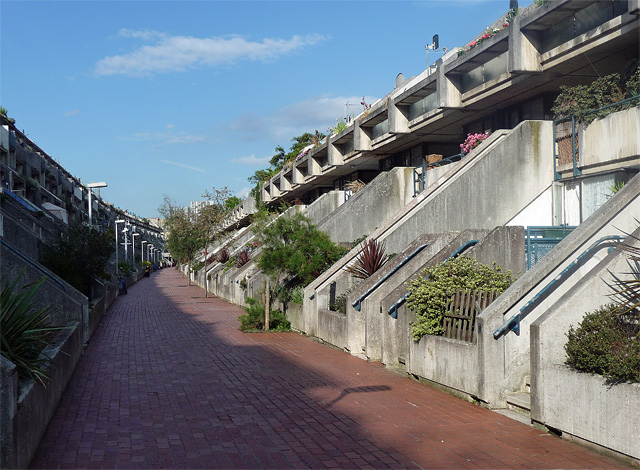
Alexandra Road Estate (1972-1978) en Londres, Neave Brown del Department de Camden Architects (listado grado II)

### Arquitectura High-Tech
La arquitectura High Tech surgió como un intento de revitalizar el lenguaje del movimiento moderno, inspirándose en la tecnología para crear una nueva expresión arquitectónica. El trabajo teórico de Archigram sirvió de inspiración del movimiento de alta tecnología. La arquitectura High Tech se asocia sobre todo con edificios no residenciales, tal vez debido a la imaginería tecnológica. Los dos defensores más prominentes fueron Lord Rogers of Riverside y Lord Foster of Thames Bank. El edificio más emblemático inglés de Rogers es el Edificio Lloyd's, situado cerca del edificio inglés más famoso de Foster, el Swiss Re Buildings (apodado The Gherkin, 'El pepino'). Su influencia continúa en el siglo actual.

### Arquitectura posmoderna
La arquitectura posmoderna también surgió en el país como un intento de enriquecer la arquitectura moderna. Estuvo especialmente de moda en la década de 1980, cuando la arquitectura Moderna había caído en desgracia, siendo asociada con el estado de bienestar. Muchos centros comerciales y complejos de oficinas, por ejemplo, Broadgate se diseñaron con este estilo. Practicantes notables fueron James Stirling y Terry Farrell, aunque Farrell volvió a la arquitectura moderna en la década de 1990. Un ejemplo significativo de la posmodernidad es el proyecto de Robert Venturi y Denise Scott Brown de la ampliación del Ala Sainsbury de la National Gallery London.

Arquitectura posmoderna
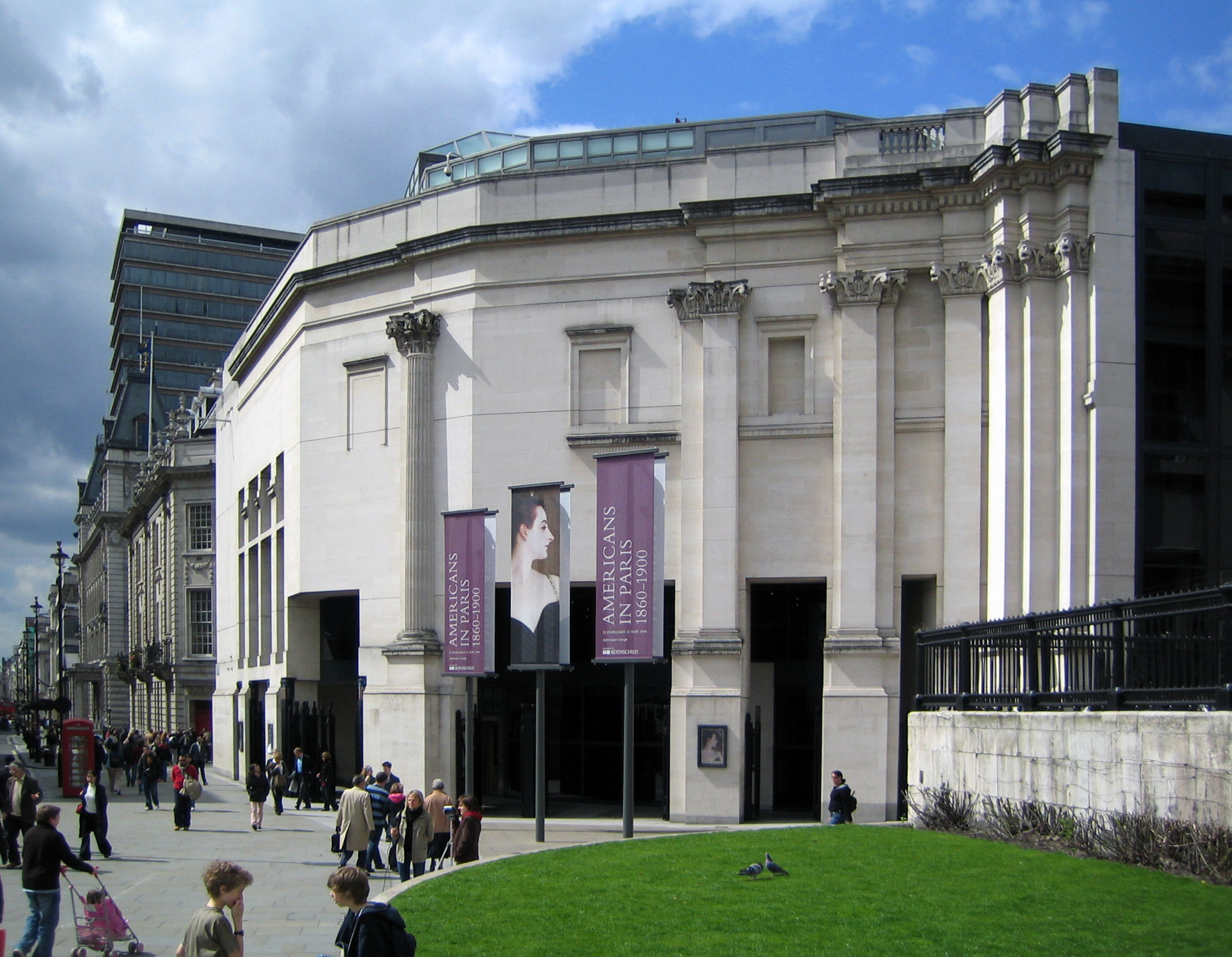
Ala Sainsbury de la National Gallery London de Robert Venturi y Denise Scott Brown (1991)
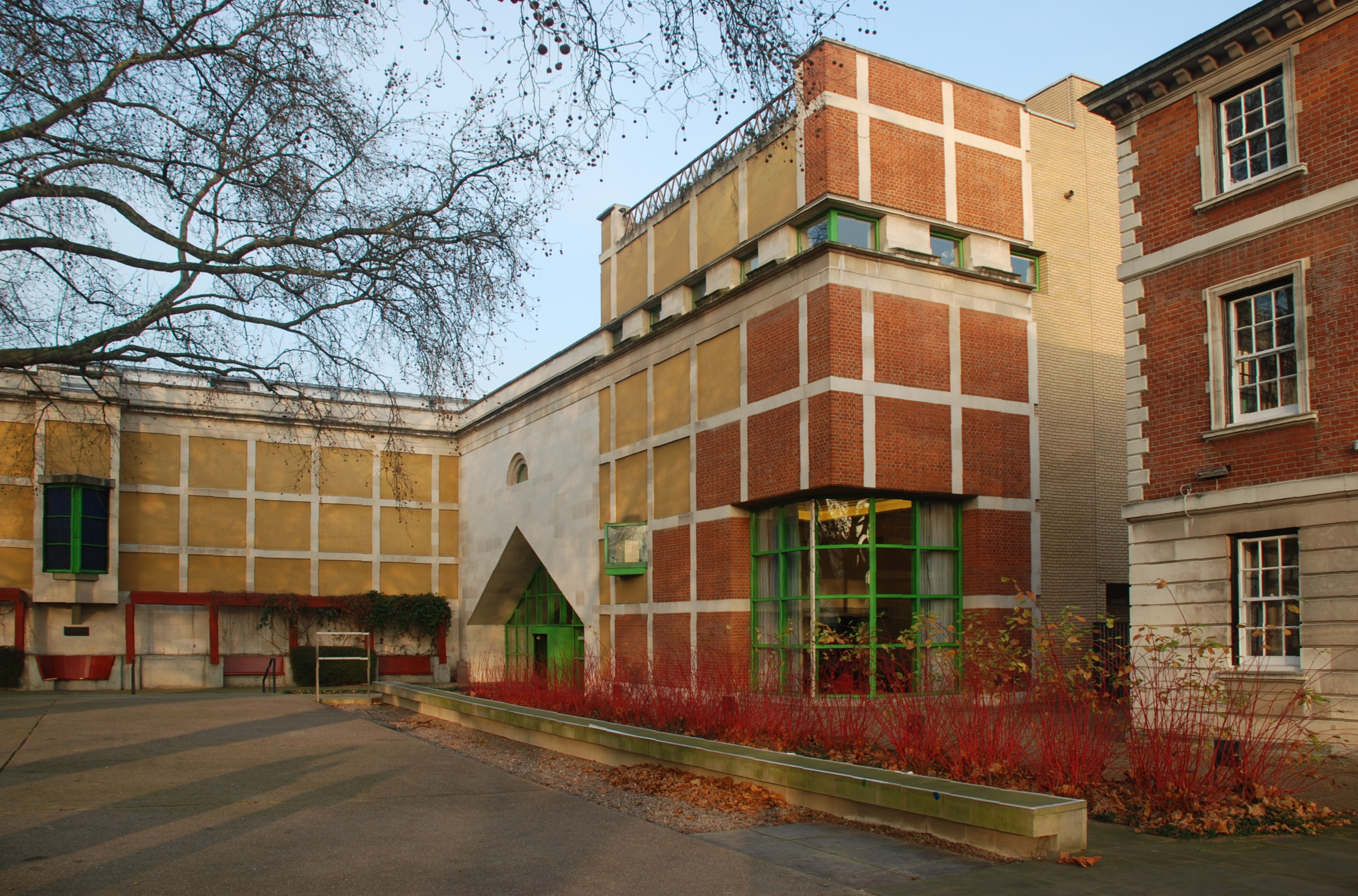
Tate Gallery, Londres, de James Stirling (1987)
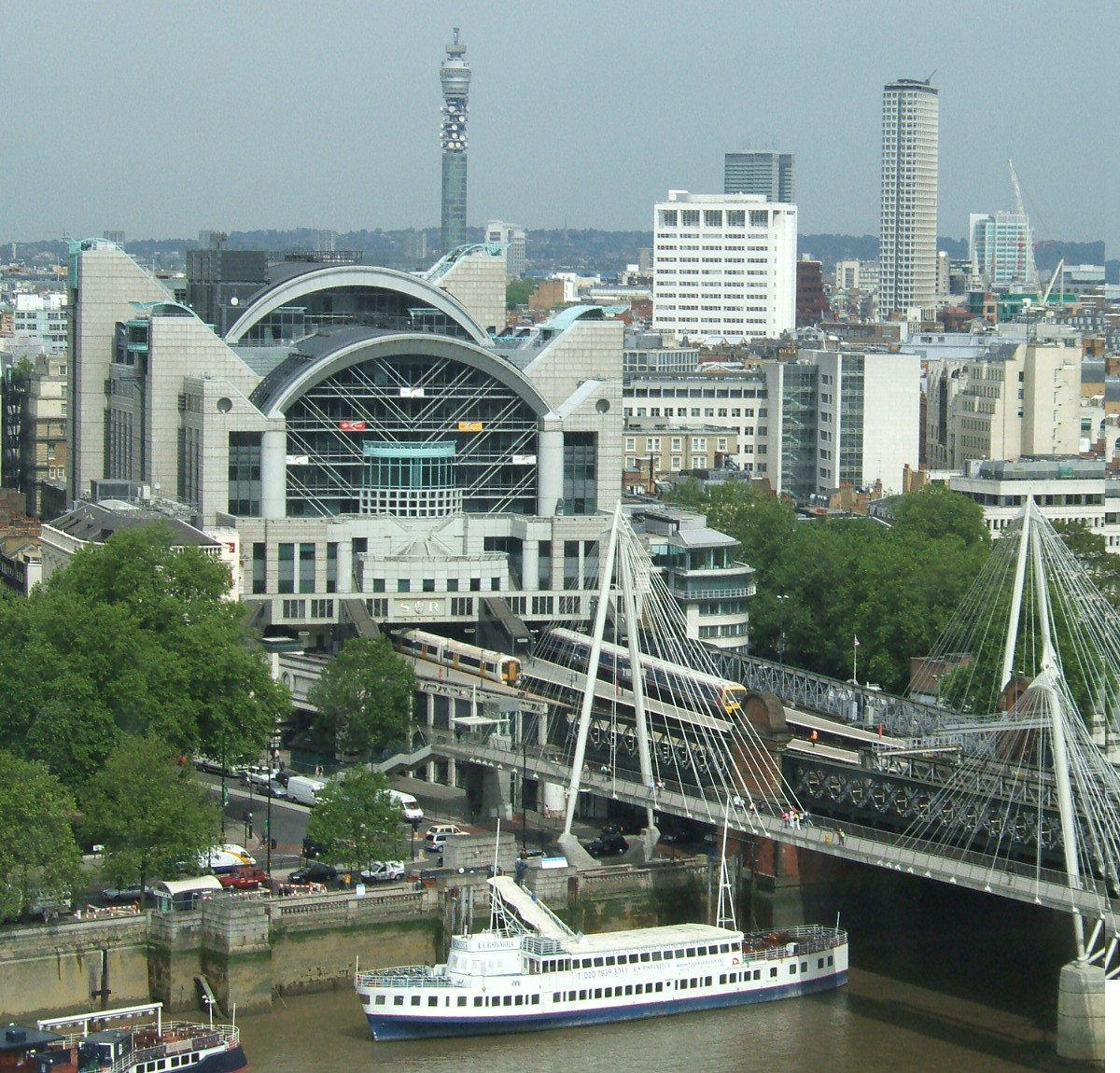
Estación de Charing Cross, de Terry Farrell (años 1990)
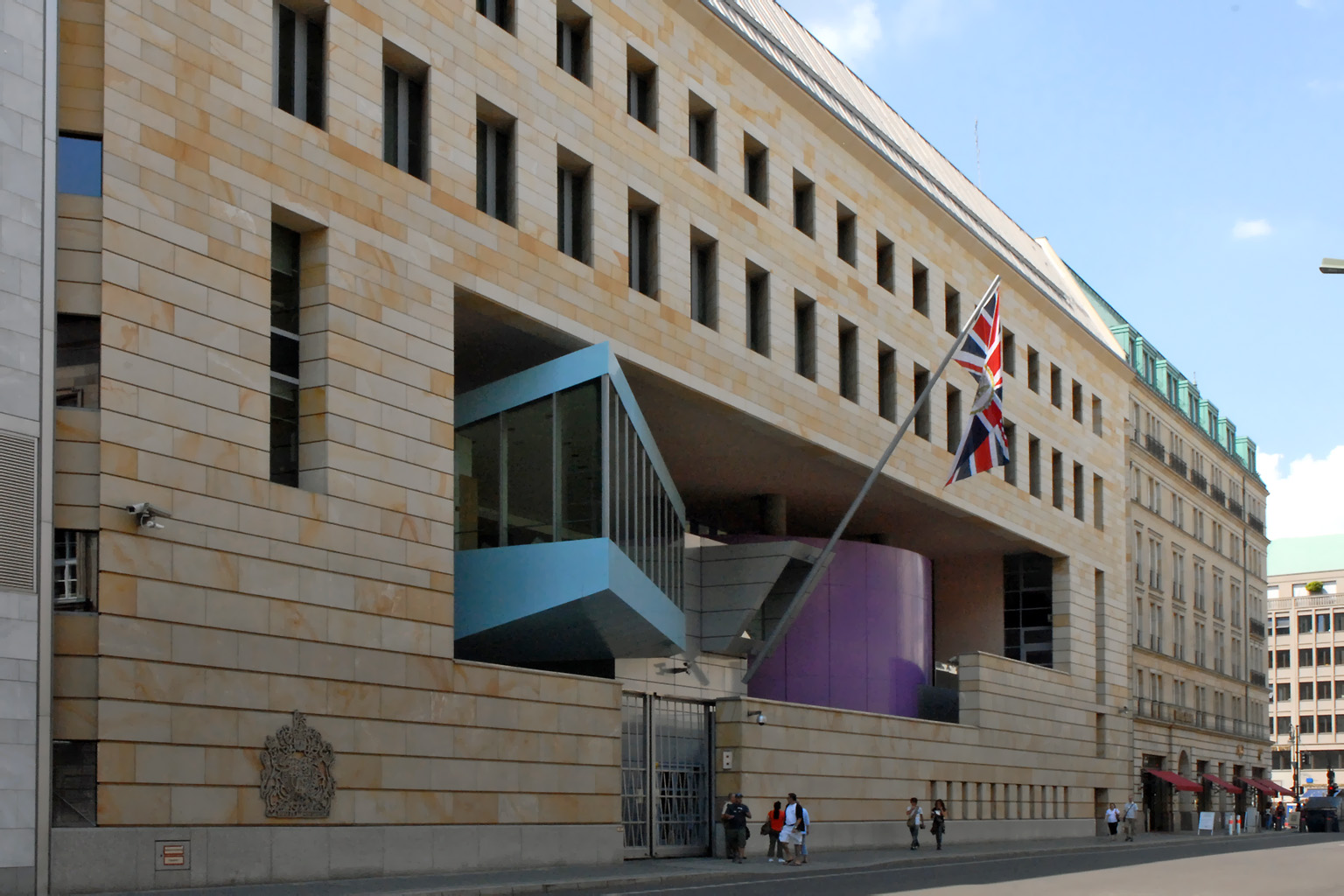
Embajada del reino Unido en Berlín, de Michael Wilford (2000)

## Arquitectura contemporánea
Alguna de las obras más destacadas de los últimos años son:
- AHMM Westminster Academy
- David Adjaye: Dirty House, Whitechapel Idea Store
- Will Alsop: Peckham Library, North Greenwich tube station
- David Chipperfield: River and Rowing Museum, Hepworth Wakefield
- Future Systems: Lord's Media Centre, Selfridges Building, Birmingham
- Zaha Hadid: London Aquatics Centre
- Architects Marks Barfield: London Eye
- Caruso St John: Walsall Art Gallery, Nottingham Contemporary
- Ian Simpson: Beetham Tower, Manchester, Urbis, No. 1 Deansgate, Beetham Tower, Birmingham
- Tony Fretton: Lisson Gallery
- Wilkinson Eyre: Gateshead Millennium Bridge